# Lista odcinków serialu Teoria wielkiego podrywu
Lista odcinków (wraz z opisem fabuły) amerykańskiego serialu komediowego Teoria wielkiego podrywu. Serial był emitowany od 24 września 2007 roku do 16 maja 2019 roku przez CBS. Powstało 12 sezonów, które łącznie składają się z 279 odcinków.
| Seria | Seria | Liczba odcinków | Czas emisji                     |
| ----- | ----- | --------------- | ------------------------------- |
|       | 1     | 17              |                                 |
|       | 2     | 23              | 21 września 2008 – 11 maja 2009 |
|       | 3     | 23              | 21 września 2009 – 24 maja 2010 |
|       | 4     | 24              | 23 września 2010 – 19 maja 2011 |
|       | 5     | 24              | 22 września 2011 – 10 maja 2012 |
|       | 6     | 24              | 27 września 2012 – 16 maja 2013 |
|       | 7     | 24              | 26 września 2013 – 15 maja 2014 |
|       | 8     | 24              | 22 września 2014 – 7 maja 2015  |
|       | 9     | 24              | 21 września 2015 – 12 maja 2016 |
|       | 10    | 24              | 19 września 2016 – 11 maja 2017 |
|       | 11    | 24              | 25 września 2017 – 10 maja 2018 |
|       | 12    | 24              | 24 września 2018 – 16 maja 2019 |

## Seria 1:2007-2008
| 1 (1) | Pilot                              | 24 września 2007     | ?      |
| Młodzi i zdolni fizycy Leonard i Sheldon pracują w instytucie naukowym w Kalifornii i wynajmują wspólne mieszkanie. Obaj nie mają zbyt dużego doświadczenia z kobietami, gdyż czas spędzają głównie na nauce, a obiektami ich westchnień są bohaterki komiksów i gier komputerowych. Zmienia się to, gdy do mieszkania obok wprowadza się piękna Penny. Przebojowa dziewczyna postanawia pokazać chłopcom, że życie to coś więcej niż praca w laboratorium. |                                    |                      |        |
| 2 (2) | The Big Bran Hypothesis            | 1 października 2007  | 3T6601 |
| Ilekroć Leonard stara się zaimponować Penny, Sheldon niweczy jego plany. Kiedy przykładowo Leonard zgadza się odebrać przesyłkę za sąsiadkę, wszystko układa się inaczej, niż sobie zaplanował, gdy w sprawę wtrąca się jego współlokator Sheldon. |                                    |                      |        |
| 3 (3) | The Fuzzy Boots Corollary          | 8 października 2007  | 3T6602 |
| Na wieść o tym, że Penny ma chłopaka, Leonard wpada w depresję. Postanawia udowodnić sobie i wszystkim dookoła, że potrafi żyć jak inni. Umawia się na spotkanie z pewną kobietą. |                                    |                      |        |
| 4 (4) | The Luminous Fish Effect           | 15 października 2007 | ?      |
| Sheldon traci pracę. Jego zamiłowanie do fizyki jednak nie przemija, a uspokojenia chłopak szuka w nauce. Gdy przypadkowo spotyka Penny, wpada w panikę. W tej sytuacji Leonard postanawia wezwać na pomoc Mary, matkę Sheldona. |                                    |                      |        |
| 5 (5) | The Hamburger Postulate            | 22 października 2007 | 3T6604 |
| Leonard dochodzi do wniosku, że nigdy nie uda mu się zdobyć Penny. Porzuca zatem nadzieję i nawiązuje romans z Leslie, koleżanką, która podobnie jak on jest naukowcem. |                                    |                      |        |
| 6 (6) | The Middle Earth Paradigm          | 29 października 2007 | ?      |
| Leonard i Sheldon zostają zaproszeni przez Penny na przyjęcie z okazji Halloween. Obaj bardzo się starają, chcąc zrobić dobre wrażenie na pozostałych gościach. Narażają się jednak na krytykę, głównie ze strony byłego chłopaka ich sąsiadki. |                                    |                      |        |
| 7 (7) | The Dumpling Paradox               | 5 listopada 2007     | 3T6606 |
| Wolowitz uwodzi przyjaciółkę Penny w jej mieszkaniu. W związku z tym dziewczyna musi spędzić noc na kanapie u swoich zaprzyjaźnionych sąsiadów Leonarda i Sheldona. Wkrótce okazuje się, że skoro ich czwarty kolega wybrał miłość, porzucając przyjaciół, teraz Penny będzie musiała zająć jego miejsce w zespole. |                                    |                      |        |
| 8 (8) | The Grasshopper Experiment         | 12 listopada 2007    | ?      |
| Koothrappali zostaje postawiony w trudnej sytuacji. Okazuje się, że rodzice umówili go na randkę w ciemno. Najpierw podchodzi do spotkania z rezerwą, ale później (po odkryciu, że po alkoholu przestaje być nieśmiały) sytuacja zaczyna mu się podobać. Nieznajoma zwraca swoją uwagę na Sheldona, który zabiera ją na kolację. |                                    |                      |        |
| 9 (9) | The Cooper-Hofstadter Polarization | 17 marca 2008        | 3T6608 |
| Współlokatorzy i przyjaciele, Leonard i Sheldon, otrzymują zaproszenie na konferencję fizyków. Chociaż to niebywała okazja, pierwszy z nich nie chce uczestniczyć w wystąpieniu. Penny próbuje pogodzić kolegów, lecz jej starania tylko nasilają konflikt między mężczyznami. |                                    |                      |        |
| 10 (10) | The Loobenfeld Decay               | 24 marca 2008        | 3T6609 |
| Leonard obserwuje przygotowania Penny do występu. Gdy ma okazję usłyszeć, jak dziewczyna śpiewa, próbuje znaleźć wymówkę, by nie przyjść na koncert. Okłamuje Penny, że umówił się z kuzynem. Teraz musi znaleźć kogoś, kto zgodzi się wcielić w rolę nieistniejącego w rzeczywistości krewnego. |                                    |                      |        |
| 11 (11) | The Pancake Batter Anomaly         | 31 marca 2008        | 3T6610 |
| Sheldon, który ostatnio choruje, staje się jeszcze bardziej denerwujący dla innych. Leonard i jego przyjaciele znikają bez śladu. Tylko Penny zostaje, aby kurować uciążliwego pacjenta. |                                    |                      |        |
| 12 (12) | The Jerusalem Duality              | 14 kwietnia 2008     | 3T6611 |
| Leonard i Sheldon spotykają się z młodym geniuszem fizyki. Z powodu zazdrości zamiast podjąć się rywalizacji z nim, usiłują pokrzyżować naukowe plany młodszego i zdolniejszego od nich naukowca. |                                    |                      |        |
| 13 (13) | The Bat Jar Conjecture             | 21 kwietnia 2008     | 3T6612 |
| Sheldon i Leonard biorą udział w uniwersyteckiej rywalizacji. Szybko wychodzi na jaw to, że Sheldon przystąpił do konkursu tylko po to, aby udowodnić swoją wyższość. Urażeni koledzy wyrzucają go z zespołu. Na jego miejsce przyjmują nielubianą przez niego Leslie Winkle. |                                    |                      |        |
| 14 (14) | The Nerdvana Annihilation          | 28 kwietnia 2008     | 3T6613 |
| Leonard i jego przyjaciele kupują maszynę do podróżowania w czasie, tę której użyto w filmie z 1960 roku. Gdy urządzenie zostaje dostarczone, Penny ma z tego powodu spore problemy. Uważa, że chłopcy zachowują się dziecinnie, a ich zamiłowanie do zabawek i komiksów jest żałosne. |                                    |                      |        |
| 15 (15) | The Porkchop Indeterminacy         | 5 maja 2008          | 3T6614 |
| Piękna Missy, siostra bliźniaczka Sheldona, zawraca w głowie wszystkim jego kolegom. Podstępny Leonard wymyśla plan, jak pozbyć się pozostałych konkurentów. Nie przewiduje tego, że Sheldon chce sam decydować, z kim będzie umawiała się jego siostra. |                                    |                      |        |
| 16 (16) | The Peanut Reaction                | 12 maja 2008         | 3T6615 |
| Penny postanawia zorganizować przyjęcie niespodziankę dla Leonarda. Tajemnicy nie udaje się jednak zachować wskutek nieprzewidzianych komplikacji. |                                    |                      |        |
| 17 (17) | Tangerine Factor                   | 19 maja 2008         | 3T6616 |
| Penny rozstaje się ze swoim chłopakiem. Zadowolony z takiego obrotu spraw Leonard zdobywa się na odwagę i umawia się na randkę z sąsiadką. Penny zgadza się. Zarówno ona, jak i Leonard próbują jednak upewnić się co do sensu budowania wspólnej przyszłości i szukają rady u Sheldona. |                                    |                      |        |

## Seria 2: 2008–2009
| 1 (18) | The Bad Fish Paradigm               | 21 września 2008     | 3T7351 |
| Leonard i Penny wracają z restauracji. Howard i Raj śledzą parę wykorzystując zainstalowaną na korytarzu kamerę internetową. Później próbują przekonać Leonarda, że jego pierwszą randkę z atrakcyjną sąsiadką zdecydowanie nie można nazwać udaną. Młody fizyk zastanawia się, w którym momencie popełnił błąd. Penny prosi Sheldona, żeby nie mówił Leonardowi, że nie ma wykształcenia, bo skłamała Leonardowi i z tego powodu go unika. Sheldon źle się czuje utrzymując sekret w tajemnicy i jedynym sposobem na niewyjawienie go (według niego) jest wyprowadzka od Leonarda. Po spędzonej nocy u Raja i Howarda, wraca do mieszkania i wyjawia prawdę Leonardowi. Leonard, sądząc, że brak wykształcenia jest dla Penny krępujący, proponuje jej rozpoczęcie nauki w Pasadena College. Dziewczyna obraża się na Leonarda. |                                     |                      |        |
| 2 (19) | The Codpiece Topology               | 28 września 2008     | 3T7352 |
| Leonard udaje, że nie przejmuje się tym, że Penny spotyka się z innymi mężczyznami. Postanawia ponownie umawiać się z Leslie, co nie podoba się Sheldonowi. Leonard i Leslie zrywają ze sobą z powodu... odmiennych poglądów na hipotezy fizyki teoretycznej. |                                     |                      |        |
| 3 (20) | The Barbarian Sublimation           | 6 października 2008  | 3T7353 |
| Sheldon, chcąc pocieszyć Penny po kolejnych niepowodzeniach na castingach, pokazuje jej grę Age of Conan: Hyborian Adventures. Dziewczyna prześladuje go, nie daje spać i przeszkadza w pracy, prosząc o kolejne porady dotyczące tej gry; zaczyna zaniedbywać siebie i pracę. Sheldon, próbując oderwać Penny od gry, zakłada jej konto na portalu randkowym. Dziewczyna przestaje grać, gdy w trakcie gry zaczyna flirtować z Howardem, który wcielił się w jedną z postaci z gry. |                                     |                      |        |
| 4 (21) | The Griffin Equivalency             | 13 października 2008 | 3T7354 |
| Magazyn „People” umieszcza Raja na liście „30 wizjonerów przed 30., wygłaszających twierdzenia na dany temat”, co zmienia jego mniemanie o sobie. Sheldon jest zazdrosny, że nigdy nie znalazł się w tym rankingu. Przyjaciele próbują wspierać i cieszyć razem z Rajem, jednak trudno jest im znieść jego entuzjazm i przechwałki. Raj zaprasza Penny na imprezę organizowaną przez magazyn „People”- Koothrapali upija się i dziewczyna go zostawia. Rano Raj przychodzi do Penny (dziewczyna zmusza go do odezwania się do niej) i przeprasza ją. Leonard widzi ich, jak się przytulają. |                                     |                      |        |
| 5 (22) | The Euclid Alternative              | 20 października 2008 | 3T7355 |
| Przyjaciele uczą Sheldona jazdy samochodem. |                                     |                      |        |
| 6 (23) | The Cooper-Nowitzki Theorem         | 3 listopada 2008     | 3T7356 |
| Sheldon poznaje dziewczynę, która jest zafascynowana nim i jego osiągnięciami naukowymi. Kobieta zmusza naukowca do ciągłego doskonalenia się kosztem wolnego czasu. |                                     |                      |        |
| 7 (24) | Panty Pinata Polarization           | 10 listopada 2008    | 3T7357 |
| Sheldon wyrzuca Penny z mieszkania po tym, jak dziewczyna trzykrotnie łamie jego zasady. |                                     |                      |        |
| 8 (25) | The Lizard-Spock Expansion          | 17 listopada 2008    | 3T7358 |
| Leonard rozpoczyna romans z dziewczyną Howarda, co komplikuje ich przyjaźń. |                                     |                      |        |
| 9 (26) | The White Asparagus Triangulation   | 24 listopada 2008    | 3T7359 |
| Sheldon namawia Leonarda na kontynuację znajomości z lekarką. |                                     |                      |        |
| 10 (27) | The Vartabedian Conundrum           | 8 grudnia 2008       | 3T7360 |
| Leonard zdaje sobie sprawę, że jego znajomość ze Stephanie postępuje szybciej, niż by sobie tego życzył. |                                     |                      |        |
| 11 (28) | The Bath Item Gift Hypothesis       | 15 grudnia 2008      | 3T7361 |
| Są święta. Sheldon dowiaduje się, że Penny ma dla niego prezent i postanawia się zrewanżować. |                                     |                      |        |
| 12 (29) | The Killer Robot Instability        | 12 stycznia 2009     | 3T7362 |
| Penny mówi Howardowi co o nim myśli, co wprowadza go w depresję. W międzyczasie Sheldon, Leonard i Raj stają do pojedynku robotów na ich uniwersytecie. |                                     |                      |        |
| 13 (30) | The Friendship Algorithm            | 19 stycznia 2009     | 3T7363 |
| Sheldon próbuje nawiązać przyjaźń z Kripke, sądząc, że w ten sposób uzyska dostęp do komputerów w laboratorium, które mogą mu pomóc w jego pracy naukowej. |                                     |                      |        |
| 14 (31) | The Financial Permeability          | 2 lutego 2009        | 3T7364 |
| Penny zaczyna brakować pieniędzy na czynsz i rachunki. W akcie desperacji pożycza je od Sheldona. Jej sytuacja poprawia się, gdy jej były chłopak, po interwencji Leonarda, oddaje jej pieniądze. |                                     |                      |        |
| 15 (32) | The Maternal Capacitance            | 9 lutego 2009        | 3T7365 |
| Leonarda odwiedza jego matka, dr Beverly Hofstadter. Kobieta jest psychoanalityczką. Jej przyjazd wprowadza sporo zamieszania w życiu Penny i Sheldona. |                                     |                      |        |
| 16 (33) | The Cushion Saturation              | 2 marca 2009         | 3T7366 |
| Penny przez przypadek strzela z pistoletu paintballowego prosto w kanapę Sheldona. Z pomocą Leonarda bezskutecznie próbuje wyczyścić plamę. |                                     |                      |        |
| 17 (34) | The Terminator Decoupling           | 9 marca 2009         | 3T7367 |
| Leonard, Sheldon, Wolowitz i Raj jadą pociągiem do San Francisco na konferencję naukową. W pewnym momencie odkrywają, że ich współpasażerką jest Summer Glau – ulubiona aktorka z serialu s.f. Fizycy zaczynają debatować, jaki sposób jest najlepszy, by poznać gwiazdę. |                                     |                      |        |
| 18 (35) | The Work Song Nanocluster           | 16 marca 2009        | 3T7368 |
| Penny sprzedaje za pośrednictwem Internetu ręcznie robione spinki do włosów. Dziewczyna prosi Sheldona, by pomógł jej udoskonalić produkt. Niebawem biznes wymyka się spod kontroli. |                                     |                      |        |
| 19 (36) | The Dead Hooker Juxtaposition       | 30 marca 2005        | 3T7369 |
| Do budynku, w którym mieszka Leonard i Sheldon, wprowadza się piękna Alicia. Penny czuje się zagrożona. |                                     |                      |        |
| 20 (37) | The Hofstadter Isotope              | 13 kwietnia 2009     | 3T7370 |
| Wyprawa do sklepu z komiksami zmienia życie Penny. Poznaje tam ona energicznego Stuarta, którego humor ją oczarowuje. Jej wielbiciele, Leonard i Wolowitz, dają za wygraną. Zamiast rywalizować z nowym konkurentem, wolą szukać szczęścia w nocnym klubie. |                                     |                      |        |
| 21 (38) | The Vegas Renormalization           | 27 kwietnia 2009     | 3T7371 |
| Wolowitz przeżywa zawód miłosny. Okazuje się, że najlepszym lekarstwem na jego kiepskie samopoczucie będzie dobra zabawa w Las Vegas. Mężczyzna wyrusza do centrum rozrywki z Leonardem i Koothrappalim. Z powodu ich nagłego wyjazdu Sheldon nie może dostać się do domu. Nie mając innego wyjścia, korzysta z uprzejmości Penny i zatrzymuje się u niej. |                                     |                      |        |
| 22 (39) | The Classified Materials Turbulence | 4 maja 2009          | 3T7373 |
| Penny umawia się na randki ze Stuartem, ale ich znajomi nie wierzą, że ten związek przetrwa. Na dodatek dziewczyna zaczyna doceniać zalety Leonarda. Wolowitz ma kłopot ze swoim projektem dla NASA i jest zmuszony prosić przyjaciół o pomoc. |                                     |                      |        |
| 23 (40) | The Monopolar Expedition            | 11 maja 2009         | 3T7372 |
| Leonard i Penny zastanawiają się, co tak naprawdę ich łączy. On decyduje się wybrać z przyjaciółmi na wyprawę. Będą pracować na biegunie. Penny waha się czy spędzić z nimi lato. |                                     |                      |        |

## Seria 3: 2009–2010
| 1 (41) | The Electric Can Opener Fluctuation | 21 września 2009     | 3X5551 |
| Po powrocie z Bieguna Polarnego Sheldon obraża się na swoich przyjaciół i przeprowadza się do matki w Texasie.                                                                                             |                                     |                      |        |
| 2 (42) | The Jiminy Conjecture               | 28 września 2009     | 3X5552 |
| Leonard spędza noc z Penny. Sheldon i Howard zakładają się o to, kto z nich poprawnie zidentyfikuje gatunek świerszcza.                                                                                    |                                     |                      |        |
| 3 (43) | The Gothowitz Deviation             | 5 października 2009  | 3X5553 |
| Raj i Howard przebierają się za gothów. Sheldon oddziałuje na nawyki Penny. |                                     |                      |        |
| 4 (44) | The Pirate Solution                 | 12 października 2009 | 3X5554 |
| Raj musi znaleźć nową pracę aby jego wiza nie straciła ważności. Sheldon proponuje mu zajęcie. |                                     |                      |        |
| 5 (45) | The Creepy Candy Coating Corollary  | 19 października 2009 | 3X5556 |
| Howard prosi Penny, by ta umówiła go ze swoją koleżanką. |                                     |                      |        |
| 6 (46) | The Cornhusker Vortex               | 2 listopada 2009     | 3X5555 |
| Leonard dowiaduje się, że Penny urządza spotkanie z przyjaciółmi, podczas którego będą oni oglądać mecz footballu. Sheldon uczy przyjaciela zasad tej gry.                                                 |                                     |                      |        |
| 7 (47) | The Guitarist Amplification         | 9 listopada 2009     | 3X5557 |
| Kłótnie Leonarda i Penny przypominają Sheldonowi jego złe wspomnienia z dzieciństwa. |                                     |                      |        |
| 8 (48) | The Adhesive Duck Deficiency        | 16 listopada 2009    | 3X5558 |
| Sheldon zawozi Penny do szpitalu po tym, jak wybija ona sobie bark podczas kąpieli. W międzyczasie Leonard, Raj i Howard spędzają czas na pustyni obserwując deszcz meteorów.                              |                                     |                      |        |
| 9 (49) | The Vengeance Formulation           | 23 listopada 2009    | 3X5559 |
| Kripke publicznie ośmiesza Sheldona. Ten wymyśla zemstę. Wolowitz oświadcza się Bernadette, jednak ta odrzuca propozycję.                                                                                  |                                     |                      |        |
| 10 (50) | The Gorilla Experiment              | 7 grudnia 2009       | 3X5560 |
| Aby lepiej zrozumieć czym zajmuje się Leonard w pracy Penny prosi Sheldona o pomoc. Wolowitz jest zazdrosny, kiedy Leonard zaprasza Bernadette, aby zobaczyła jego eksperyment.                            |                                     |                      |        |
| 11 (51) | The Maternal Congruence             | 14 grudnia 2009      | 3X5562 |
| Leonard podczas świątecznej wizyty swojej matki dowiaduje się, iż ukrywa ona wiele wiadomości przed nim, dzieląc się nimi jedynie z Sheldonem oraz martwi się, czy matka zaakceptuje jego związek z Penny. |                                     |                      |        |
| 12 (52) | The Psychic Vortex                  | 11 stycznia 2010     | 3X5561 |
| Leonard jest oszołomiony sekretem Penny – ona korzysta z usług wróżki! Tymczasem Sheldon asystuje Koothrappaliemu w poderwaniu dziewczyny na imprezie studenckiej.                                         |                                     |                      |        |
| 13 (53) | The Bozeman Reaction                | 18 stycznia 2010     | ?      |
| Włamanie do mieszkania sprawia, iż Sheldon i Leonard wzywają swoich przyjaciół, aby wymyślić system antywłamaniowy.                                                                                        |                                     |                      |        |
| 14 (54) | The Einstein Approximation          | 1 lutego 2010        | 3X5565 |
| Sheldon utknął nad rozwiązaniem problemu z fizyki. Szuka alternatywnych metod, aby zmienić swoje myślenie i pozbyć się swojego zaćmienia umysłu – włączając pracę z Penny w restauracji.                   |                                     |                      |        |
| 15 (55) | The Large Hadron Collision          | 8 lutego 2010        | 3X5564 |
| Leonard stoi przed dylematem wyboru pomiędzy Sheldonem a Penny, aby towarzyszyć mu w Walentynki na konferencji i zwiedzaniu Wielkiego Zderzacza Hadronów, która odbywa się w Szwajcarii.                   |                                     |                      |        |
| 16 (56) | The Excelsior Acquisition           | 1 marca 2010         | 3X5566 |
| Sheldon musi stawić się do sądu po tym, jak wioząc Penny przejechał na czerwonym świetle. Z tego powodu traci szansę na spotkanie ze Stanem Lee.                                                           |                                     |                      |        |
| 17 (57) | The Precious Fragmentation          | 8 marca 2010         | 3X5567 |
| Leonard, Raj, Howard i Sheldon kupują pudło staroci, w którym znajdują oryginalny pierścień z filmu Władca Pierścieni, dochodzi do kłótni na temat tego kto powinien zatrzymać przedmiot.                  |                                     |                      |        |
| 18 (58) | The Pants Alternative               | 22 marca 2010        | ?      |
| Sheldon zostaje laureatem prestiżowej nagrody. Okazuje się, że ma tremę podczas publicznych wystąpień – przyjaciele pomagają mu ją przezwyciężyć.                                                          |                                     |                      |        |
| 19 (59) | The Wheaton Recurrence              | 12 kwietnia 2010     | 3X5569 |
| Sheldon wraz z przyjaciółmi rozgrywa mecz z drużyną Wila Wheatona w kręgle. |                                     |                      |        |
| 20 (60) | The Spaghetti Catalyst              | 3 maja 2010          | 3X5570 |
| Po tym jak Leonard i Penny rozstają się, Sheldon potajemnie spędza z dziewczyną czas. |                                     |                      |        |
| 21 (61) | The Plimpton Stimulation            | 10 maja 2010         | 3X5571 |
| Sheldona odwiedza przyjaciółka, która również jest naukowcem. Kobieta wykazuje zainteresowanie jego przyjaciółmi.                                                                                          |                                     |                      |        |
| 22 (62) | The Staircase Implementation        | 17 maja 2010         | 3X5572 |
| Leonard opowiada Penny o tym jak pierwszy raz poznał Sheldona i o tym co się stało z windą. |                                     |                      |        |
| 23 (63) | The Lunar Excitation                | 24 maja 2010         | 3X5573 |
| Przyjaciele przeprowadzają na dachu budynku eksperyment astrofizyczny. Raj i Howard umawiają Sheldona na randkę za pomocą portalu randkowego.                                                              |                                     |                      |        |

## Seria 4: 2010–2011
| 1 (64) | The Robotic Manipulation                | 23 września 2010     | 3X6651 |
| Howard prezentuje przyjaciołom możliwości sztucznej ręki sterowanej komputerowo. Sheldon po namowach Penny umawia się na randkę z Amy, prosi jednak sąsiadkę by go podwiozła. |                                         |                      |        |
| 2 (65) | The Cruciferous Vegetable Amplification | 30 września 2010     | 3X6652 |
| Sheldon buduje robota, za pomocą którego komunikuje się z otoczeniem – po to by nie używać własnego ciała do kontaktów ze światem zewnętrznym. |                                         |                      |        |
| 3 (66) | The Zazzy Substitution                  | 7 października 2010  | 3X6653 |
| Sheldon po rozstaniu z Amy kupuje dwadzieścia pięć kotów. |                                         |                      |        |
| 4 (67) | The Hot Troll Deviation                 | 14 października 2010 | 3X6654 |
| Howard ponownie spotyka Bernadette. Sheldon i Raj kłócą się o meble w ich wspólnym biurze. |                                         |                      |        |
| 5 (68) | The Desperation Emanation               | 21 października 2010 | 3X6655 |
| Leonard jest w złej kondycji psychicznej z powodu braku dziewczyny. Sheldon ukrywa się przed Amy. |                                         |                      |        |
| 6 (69) | The Irish Pub Formulation               | 28 października 2010 | 3X6656 |
| Leonard wbrew zakazowi Raja spędza noc z jego siostrą – Priyą. Sheldon wymyśla przyjacielowi alibi. |                                         |                      |        |
| 7 (70) | The Apology Insufficiency               | 4 listopada 2010     | 3X6657 |
| Raj, Leonard i Sheldon są przepytywani przez agentkę FBI ze względu na Howarda, który ma wziąć udział w pracach nad rządowym projektem. |                                         |                      |        |
| 8 (71) | The 21-Second Excitation                | 11 listopada 2010    | 3X6658 |
| Sheldon, Leonard, Raj i Howard koczują przed kinem by zobaczyć rozszerzoną o 21 sekund edycję filmu „Poszukiwacze zaginionej Arki”, w tym czasie Penny urządza babski wieczór, na który przychodzą Bernadette i Amy. |                                         |                      |        |
| 9 (72) | The Boyfriend Complexity                | 18 listopada 2010    | 3X6659 |
| Penny udaje przed swoim ojcem, że Leonard dalej jest jej chłopakiem. Sheldon wymyśla nowe zasady umowy lokatorskiej. Raj zaprasza Howarda i Bernadette do siebie do pracy. |                                         |                      |        |
| 10 (73) | The Alien Parasite Hypothesis           | 9 grudnia 2010       | 3X6660 |
| Raj i Howard toczą spór o to, który z nich powinien być superbohaterem, a który jego pomocnikiem. Sheldon analizuje zachowanie Amy pod kątem jej zauroczenia znajomym Penny – Zackiem. |                                         |                      |        |
| 11 (74) | The Justice League Recombination        | 16 grudnia 2010      | 3X6661 |
| Sheldon, Leonard, Howard i Raj aby wygrać sylwestrowy konkurs na najlepsze grupowe przebranie zapraszają do współpracy Penny i jej chłopaka Zacka. |                                         |                      |        |
| 12 (75) | The Bus Pants Utilization               | 6 stycznia 2011      | 3X6662 |
| Leonard proponuje przyjaciołom napisanie aplikacji na telefony komórkowe, ale Sheldon nie potrafi współpracować w zespole. |                                         |                      |        |
| 13 (76) | The Love Car Displacement               | 20 stycznia 2011     | 3X6663 |
| Sheldon, Leonard, Howard, Raj, Bernadette i Amy jadą na konferencję naukową. Amy postanawia zaprosić również Penny. |                                         |                      |        |
| 14 (77) | The Thespian Catalyst                   | 4 lutego 2011        | 3X6664 |
| Sheldon po nieudanym wykładzie zwraca się do Penny z prośbą o lekcje aktorstwa. Raj obawiając się o swoją orientację, wizualizuje sobie randki z Bernadette. |                                         |                      |        |
| 15 (78) | The Benefactor Factor                   | 11 lutego 2011       | 3X6665 |
| Rektor uczelni na której pracują Sheldon, Leonard, Howard i Raj organizuje bal, podczas którego będą zbierane datki na cele naukowe. |                                         |                      |        |
| 16 (79) | The Cohabitation Formulation            | 17 lutego 2011       | 3X6666 |
| Howard kłóci się z matką i przeprowadza do Bernadette. Tymczasem do Raja przyjeżdża jego siostra Priya, Leonard chce z nią porozmawiać. |                                         |                      |        |
| 17 (80) | The Toast Derivation                    | 24 lutego 2011       | 3X6667 |
| Leonard namawia Sheldona by podczas obecności Priyi w Pasadenie spędzał wieczory u Raja. Sheldon postanawia jednak zorganizować sobie własne towarzystwo: zaprasza Zacka, Stuarta, Kripke oraz LeVara Burtona. |                                         |                      |        |
| 18 (81) | The Prestidigitation Approximation      | 10 marca 2011        | 3X6668 |
| Priya namawia Leonarda do zmian w jego życiu, między innymi do noszenia soczewek i do pozbycia się Penny z ich wspólnego otoczenia. Howard przechwala się sztuczka karcianą. |                                         |                      |        |
| 19 (82) | The Zarnecki Incursion                  | 31 marca 2011        | 3X6669 |
| Sheldon pada ofiarą hakera, który kradnie mu przedmioty z konta World of Warcraft. Jego koledzy postanawiają dowiedzieć się, kto za tym stoi. |                                         |                      |        |
| 20 (83) | The Herb Garden Germination             | 7 kwietnia 2011      | 3X6670 |
| Sheldon i Amy w ramach eksperymentu rozsiewają plotki o znajomych. Howard oświadcza się Bernadette. |                                         |                      |        |
| 21 (84) | The Agreement Dissection                | 28 kwietnia 2011     | 3X6671 |
| Sheldon musi skorzystać nagle z toalety podczas pobytu w łazience dostrzega złamanie regulaminu przez Leonarda. W jego obronie staje Priya, która odpowiada na zarzuty kierowane w swojego ukochanego. Po rozmowie z Amy, Sheldon postanawia użyć podstępu by Leonard parafował nową umowę lokatorską.                                        |                                         |                      |        |
| 22 (85) | The Wildebeest Implementation           | 5 maja 2011          | 3X6672 |
| Amy, Bernadette i Penny spotykają się w sklepie z butami. Sheldon wymyśla szachy dla 3 osób i wprowadza nowe postacie. Leonard i Pryia organizują obiad na który zapraszają Howarda i Bernadette. Penny nie może nacieszyć się swoimi nowymi butami. Podczas obiadu Bernadette wychodzi z hukiem ponieważ nie może udawać kogoś kim nie jest. |                                         |                      |        |
| 23 (86) | The Engagement Reaction                 | 12 maja 2011         | 3X6673 |
| Podczas gry karcianej Howard oznajmia, że jego matka pozna Bernadette. Po powrocie do domu Howard oznajmia matce, że się żeni z Bernadette, ta mdleje. Howard próbuje wyważyć drzwi nieskutecznie – ląduje w szpitalu. Ze wsparciem wpada cała paczka. Okazuje się, że mama nie miała zawału. Dochodzi do kłótni przedmałżeńskiej.            |                                         |                      |        |
| 24 (87) | The Roommate Transmogrification         | 19 maja 2011         | 3X6674 |
| Howard, Raj, Sheldon, Penny, Priya naśmiewają się z Leonarda. Przerywa im nowina o doktoracie Bernadette. Na czas pobytu Priyi w USA, Leonard postanawia zamienić się mieszkaniami z Rajem, który przeprowadza się do Sheldona. Podczas kolacji Penny odwiedza Sheldona i Raja by dowiedzieć się o nowe hasło do wi-fi.                       |                                         |                      |        |

## Seria 5: 2011–2012
12 stycznia 2011 Telewizja CBS oficjalnie ogłosiła, że serial zostanie przedłużony o kolejne 3 sezony.

## Seria 6: 2012–2013
Premierowe odcinki 6 sezonu Teoria wielkiego podrywu w Polsce będą emitowane od 21 lutego 2013 na kanale Comedy Central
| 1 (112) | The Date Night Variable                   | 27 września 2012     | 21 lutego 2013 | 3X7601 |
| Amy oczekuje od Sheldona głębokiego wyznania, mężczyzna odpowiada jej cytując jedną ze scen ze Spider-Mana. Howard podczas podróży kosmicznej tłumaczy się Bernadette dlaczego nie może z nią zamieszkać. |                                           |                      |                |        |
| 2 (113) | The Decoupling Fluctuation                | 4 października 2012  | 22 lutego 2013 | 3X7602 |
| Stuart dołącza do Raja, zastępując tymczasowo miejsce Howarda. Po oświadczynach Leonarda Penny czuje się niekomfortowo, Sheldon przychodzi do niej w nocy i prosi by nie zraniła jego przyjaciela. Howard jest gnębiony przez kolegów w stacji kosmicznej. |                                           |                      |                |        |
| 3 (114) | The Higgs Boson Observation               | 11 października 2012 | 25 lutego 2013 | 3X7603 |
| Piękna Alex Jensen zostaje zatrudniona przez Sheldona jako asystentka. Wolowitz musi pozostać dłużej na kosmicznej misji. |                                           |                      |                |        |
| 4 (115) | The Re-Entry Minimization                 | 18 października 2012 | 26 lutego 2013 | 3X7604 |
| Howard wraca z misji kosmicznej. Po sprzeczce z Bernadette postanawia wrócić do mamy, ta jednak jest zajęta przez kochanka – dentystę. Stuart wprowadza się do Raja, mężczyźni wspólnie organizują sobie czas – kosztem Howarda. Amy, Sheldon, Penny i Leonard grają w kalambury po tym, jak Sheldon nie radzi sobie z rysowaniem haseł, przyjaciele wymyślają coraz bardziej trywialne gry towarzyskie, w których zawsze Sheldon i Leonard przegrywają. |                                           |                      |                |        |
| 5 (116) | The Holographic Excitation                | 25 października 2012 | 27 lutego 2013 | 3X7605 |
| Howard nieustannie opowiada o kosmicznej misji, co przeszkadza jego żonie oraz kolegom. Raj organizuje w sklepie Stuarta przyjęcie Halloween. Amy i Sheldon sprzeczają się o to, jakie stroje powinni ubrać na imprezę. Penny po namowach Amy i Bernadette postanawia zainteresować się naukową pracą Leonarda. |                                           |                      |                |        |
| 6 (117) | The Extract Obliteration                  | 1 listopada 2012     | 28 lutego 2013 | 3X7606 |
| Penny zapisuje się do College na kurs historii, gdzie ma za zadanie napisać pracę na temat niewolnictwa. Leonard obiecuje pomoc dziewczynie, lecz ta chce mu zaimponować swoją wiedzą i potajemnie prosi o pomoc Amy i Bernadette. Sheldon gra przez Internet ze Stephenem Hawkingiem w Words with Friends (gra o zasadach takich jak Scrabble), kiedy zaczyna wygrywać, celowo układa krótkie wyrazy by nie zniechęcić profesora do gry. |                                           |                      |                |        |
| 7 (118) | The Habitation Configuration              | 8 listopada 2012     | 1 marca 2013   | 3X7607 |
| Sheldon upija się w barze po tym, jak kłóci się z Amy podczas kręcenia filmiku „Fun with Flags” z udziałem Wila Wheatona. Howard próbuje zapobiec wyprowadzce z rodzinnego domu. |                                           |                      |                |        |
| 8 (119) | The 43 Peculiarity                        | 15 listopada 2012    | 4 marca 2013   | 3X7608 |
| Sheldon każdego dnia o 14:45 zamyka się w opuszczonej sali na terenie uczelni, gdzie przebywa przez 20 minut. Raj i Howard postanawiają sprawdzić co ich przyjaciel w tym czasie robi. Leonard jest zazdrosny o kolegę Penny, z którym dziewczyna wspólnie chodzi na kurs. |                                           |                      |                |        |
| 9 (120) | The Parking Spot Escalation               | 29 listopada 2012    | 5 marca 2013   | 3X7609 |
| Kiedy Howard kupuje sobie nowy samochód, uczelnia przyznaje mu miejsce parkingowe należące do Sheldona, które było niewykorzystywane. Sheldon nie zgadza się jednak z utratą miejsca, co skutkuje konfliktem, w który włączone zostają także Bernadette i Amy. |                                           |                      |                |        |
| 10 (121) | The Fish Guts Displacement                | 6 grudnia 2012       | 6 marca 2013   | 3X7610 |
| Howard zostaje przez Bernadette i jej matkę umówiony na weekendowy wyjazd na ryby z teściem. Chcąc zabłysnąć przed teściem, Howard zwraca się do Penny, by ta nauczyła go łowić. Amy symuluje chorobę by wymusić na Sheldonie troskliwą opiekę. |                                           |                      |                |        |
| 11 (122) | The Santa Simulation                      | 13 grudnia 2012      | 7 marca 2013   | 3X7611 |
| Leonard, Sheldon, Howard i Raj grają w Dungeons & Dragons. Sheldon nie jest zadowolony z faktu, że gra została dostosowana pod świąteczny klimat. Raj zginąwszy w pierwszej rundzie decyduje się iść z Penny, Bernadette i Amy do baru w którym to dziewczyny postanawiają znaleźć mu dziewczynę. Odcinek kończy się odwiedzinami Mikołaja w domu Sheldona i Leonarda. |                                           |                      |                |        |
| 12 (123) | The Egg Salad Equivalency                 | 3 stycznia 2013      | 8 marca 2013   | 3X7612 |
| Alex podrywa Leonarda, gdy Sheldon dowiaduje się o tym, zbiera ,Radę Kobiet Sheldona Coopera – składającą się z Amy, Bernadette i Penny-. Sheldon opowiada o wszystkim, co się wydarzyło, Penny jest wściekła na Leonarda i kłóci się z nim. Po ważnej rozmowie Sheldona i Alex, Sheldon zostaje wezwany do Kadr, by wytłumaczyć się z obrażenia swojej asystentki, przy okazji obraża kierowniczkę działu Kadr. Z powodu złości Sheldon opowiada kadrom o wszystkich przewinieniach swoich przyjaciół, wskutek czego czwórka przyjaciół zostaje wezwana do kierowniczki Kadr, by wytłumaczyć się ze swoich poczynań. |                                           |                      |                |        |
| 13 (124) | The Bakersfield Expedition                | 10 stycznia 2013     | ?              | 3X7613 |
| Sheldon, Leonard, Raj i Howard wyruszają na lokalny Comic-Con. Podczas postoju gdy wspólnie pozują w strojach Star Trek do zdjęć, ich auto zostaje skradzione. Penny, Bernadette i Amy kupują kilka komiksów u Stuarta by przekonać się, czy są one interesujące. |                                           |                      |                |        |
| 14 (125) | The Cooper-Kripke Inversion               | 31 stycznia 2013     | ?              | 3X7614 |
| Sheldon zostaje przydzielony do pracy badawczej wraz z Kripke, po pewnym czasie odkrywa iż jego kolega z pracy ma nad nim przewagę intelektualną. Sheldon rozpuszcza plotkę, że jego intelektualna zapaść wynika z zażyłych kontaktów intymnych z Amy. Howard wydaje pieniądze Bernadette na drukarkę 3D. |                                           |                      |                |        |
| 15 (126) | The Spoiler Alert Segmentation            | 7 lutego 2013        | ?              | 3X7615 |
| Leonard doprowadzony przez Sheldona do szału wyprowadza się do Penny. Na jego miejsce wprowadza się Amy. Pod nieobecność Howarda, Raj odwiedza jego matkę. Kobieta postanawia go zatrzymać w swoim domu. |                                           |                      |                |        |
| 16 (127) | The Tangible Affection Proof              | 14 lutego 2013       | ?              | 3X7616 |
| W walentynki Leonard i Penny planują udać się na romantyczną randkę, towarzyszą im Howard i Bernadette. W restauracji Penny zauważa swojego byłego chłopaka i jej byłą przyjaciółkę z którą ten ją zdradził. Sheldon zleca zakupienie prezentu walentynkowego dla Amy swojej asystentce Alex. Raj i Stuart organizują imprezę dla samotnych w sklepie z komiksami. Podczas imprezy Raj poznaje samotną kobietę i zaprasza ją na kawę. |                                           |                      |                |        |
| 17 (128) | The Monster Isolation                     | 21 lutego 2013       | ?              | 3X7617 |
| Raj zostaje wystawiony przez dziewczynę, która poznał na imprezie u Stuarta. Mężczyzna popada w depresję i przestaje chodzić do pracy. Sheldon jest poruszony talentem aktorskim Penny po tym, jak wraz z Amy i Leonardem udają się na jej występ w amatorskim teatrze. |                                           |                      |                |        |
| 18 (129) | The Contractual Obligation Implementation | 7 marca 2013         | ?              | 3X7618 |
| Leonard i Howard zastanawia się w jaki sposób można wprowadzić w świat nauki większy odsetek kobiet. Sheldon podpowiada, iż należy pojechać do szkoły podstawowej i tam przekonać młode dziewczyny do zainteresowania się nauką. Cała trójka udaje się do szkoły podstawowej do której chodził w młodości Howard. Mężczyźni wypadają bardzo źle przed młodymi uczennicami, Sheldon postanawia zadzwonić do Amy i Bernadette, które przebywają wraz z Penny w Disneylandzie, by kobiety na odległość opowiedziały o zawodzie naukowca. Raj umawia się na randkę w bibliotece.                                          |                                           |                      |                |        |
| 19 (130) | The Closet Reconfiguration                | 14 marca 2013        | ?              | 3X7619 |
| Howard i Bernadette urządzają przyjęcie, podczas którego Sheldon postanawia uporządkować ich garderobę. Podczas sprzątania mężczyzna natrafia na list, który w przeszłości ojciec Howarda wysłał do syna. Howard nie zamierza dowiadywać się co w nim jest i pali korespondencję. Bernadette wymusza na Sheldonie by ten opowiedział jej treść listu. Howard czuje się źle, wiedząc iż jego przyjaciele poznali jego zawartość. Aby poprawić samopoczucie mężczyzny, Raj, Sheldon, Amy, Bernadette, Penny i Leonard opowiadają Howardowi różne wersje listu, nie mówiąc która z nich jest prawdziwa.                  |                                           |                      |                |        |
| 20 (131) | The Tenure Turbulence                     | 4 kwietnia 2013      | ?              | 3X7620 |
| Zmarł profesor Tupperman i w związku z tym na uczelni zwolniło się zajmowane przez niego stanowisko, o które zaczynają ubiegać się Sheldon, Leonard, Raj oraz Kripke. W rywalizację włączają się, po stronie swoich partnerów, Amy i Penny. |                                           |                      |                |        |
| 21 (132) | The Closure Alternative                   | 25 kwietnia 2013     | ?              | 3X7621 |
| Leonard, poprzez serial „Buffy: Postrach wampirów”, próbuje bezskuteczne rozbudzić w Penny pasję do gatunku fantasy. Penny zastanawia się, czemu w jej życiu nie ma niczego, co by ją pasjonowało. W międzyczasie Amy leczy Sheldona z jego natręctw. |                                           |                      |                |        |
| 22 (133) | The Proton Resurgence                     | 2 maja 2013          | ?              | 3X7622 |
| Sheldon i Leonard znajdują w Internecie kontakt do Profesora Protona – gospodarza popularnonaukowego programu, którego Sheldon i Leonard byli za młodu wielkimi fanami. Postanawiają zaprosić profesora na prywatny pokaz naukowy. Okazuje się, że Profesor Proton już nie jest tym samym charyzmatycznym gospodarzem telewizyjnego show, co kiedyś. W międzyczasie Raj prosi Howarda, aby ten zaopiekował się przez jakiś czas jego psem. Howard i Bernadette zgadzają się, ale szybko gubią psa. |                                           |                      |                |        |
| 23 (134) | The Love Spell Potential                  | 9 maja 2013          | ?              | 3X7623 |
| Peny, Amy i Bernadette mają jechać do Vegas. Leonard, Sheldon, Howard i Raj, korzystając z wolnego wieczoru, decydują się zagrać w Dungeons & Dragons. Na samym początku zabawy Raj rezygnuje z gry i idzie na spotkanie z Lucy. Z wyjazdu do Vegas nic nie wychodzi, więc dziewczyny wracają do mieszkania i decydują się zagrać razem z chłopakami. W wyniku wspólnej gry związek Amy i Sheldona wchodzi na nowy poziom. |                                           |                      |                |        |
| 24 (135) | The Bon Voyage Reaction                   | 16 maja 2013         | ?              | 3X7624 |
| Leonard dostaje propozycję pracy z zespołem Stephena Hawkinga. Wiąże się to z kilkumiesięczną rozłąką z Penny i resztą przyjaciół. Sheldon odradza Leonardowi wyjazd. W międzyczasie Raj próbuje nakłonić Lucy, aby spotkała się z resztą ekipy. Ma to pewien istotny wpływ na ich relację, a w konsekwencji – na samego Raja. |                                           |                      |                |        |

## Seria 7: 2013–2014
7 sezon Teorii wielkiego podrywu emitowany był od 26 września 2013 roku. W Polsce ten sezon jest emitowany od 2 lutego 2014 roku przez Comedy Central
| 1 (136) | The Hofstadter Insufficiency       | 26 września 2013     | 2 lutego 2014    | 4X5301      |
| Sheldon i Penny tęsknią za Leonardem. On sam świetnie się bawi podczas ekspedycji naukowej. Bernadette i Amy wyjeżdżają razem na konferencję naukową. Raj po rozstaniu z Lucy próbuje poznać nową dziewczynę. |                                    |                      |                  |             |
| 2 (137) | The Deception Verification         | 26 września 2013     | 2 lutego 2014    | 4X5302      |
| Leonard wraca do domu kilka dni wcześniej niż było to zaplanowane, jednak zamiast spotkać się z przyjaciółmi, potajemnie spędza czas z Penny. Sheldon przypadkiem dowiaduje się o tym i jest z tego powodu bardzo niezadowolony. Howard ma zaburzanie hormonalne, które istotnie wpływają na jego zachowanie. |                                    |                      |                  |             |
| 3 (138) | The Scavenger Vortex               | 3 października 2013  | 9 lutego 2014    | 4X5303      |
| Raj jest smutny, ponieważ przyjaciele zignorowali jego zaproszenie na kolację. Mimo to postanawia zorganizować grę w podchody. Leonard sugeruje, aby drużyny nie składały się z par, ale żeby były dobrane na drodze losowania. Leonard jest z Bernadette, Howard z Amy, a Penny z Sheldonem. |                                    |                      |                  |             |
| 4 (139) | The Raiders Minimization           | 10 października 2013 | 9 lutego 2014    | 4X5304      |
| Sheldon jest zły na Amy, która wykazuje mu bezsensowność fabuły jego ulubionego filmu. Sheldon szykuje zemstę. Penny czyta książkę Beverly Hofstadter, która opisuje dzieciństwo syna. Leonard źle wspomina młodzieńcze lata, więc Penny próbuje go pocieszyć. Leonard zaczyna to wykorzystywać. Raj i Stuart rejestrują się w portalu randkowym. |                                    |                      |                  |             |
| 5 (140) | The Workplace Proximity            | 17 października 2013 | 16 lutego 2014   | 4X5305      |
| Amy dostaje propozycję pracy na uczelni jej chłopaka, jednak ma obawy, że Sheldon może mieć coś przeciwko. Początkowo Sheldon nie widzi problemu, jednak Howard przekonuje go, że to zły pomysł pracować razem ze swoją kobietą. Bernadette jest wściekła gdy się o tym dowiaduje. Sheldon swoim zachowaniem zawstydza Amy pierwszego dnia w jej nowej pracy. Między obiema parami nie układa się zbyt dobrze.                                                                     |                                    |                      |                  |             |
| 6 (141) | The Romance Resonance              | 24 października 2013 | 16 lutego 2014   | 4X5306      |
| Sheldon dokonuje wielkiego odkrycia. Jak się później okazuje – przez pomyłkę. Howard pisze dla Bernadette piosenkę z okazji rocznicy ich pierwszej randki. Penny, widząc to, próbuje być bardziej romantyczna w relacjach z Leonardem. |                                    |                      |                  |             |
| 7(142) | The Proton Displacement            | 7 listopada 2013     | 23 lutego 2014   | 4X5307      |
| Amy, Sheldon i Leonard, będąc w aptece, spotykają Profesora Protona (gospodarza programu telewizyjnego z czasów ich dzieciństwa). Po tym spotkaniu Profesor Proton prosi Leonarda o pomoc w pracy naukowej. Sheldon jest z tego powodu zazdrosny. Raj spotyka się z dziewczynami na babskim wieczorze. Na spotkaniu pojawia się też Howard, co z kolei nie podoba się Rajowi. |                                    |                      |                  |             |
| 8 (143) | The Itchy Brain Simulation         | 14 listopada 2013    | 23 lutego 2014   | 4X5308      |
| Leonard przypadkowo znajduje stary sweter i nieoddane DVD, które pożyczył kilka lat wcześniej na konto Sheldona. Do czasu oddania filmu Leonard proponuje Sheldonowi, iż będzie nosił sweter na gołe ciało. Okazuje się, iż właściciel wypożyczalni umarł co komplikuje sprawę. Penny doprowadza do spotkania Raja z Lucy. |                                    |                      |                  |             |
| 9 (144) | The Thanksgiving Decoupling        | 21 listopada 2013    | 2 marca 2014     | 4X5309      |
| W domu Pani Wolowitz odbywa się Święto Dziękczynienia, na które przybywa również Mike – ojciec Bernadette. Sheldon świetnie dogaduje się z teściem Howarda: wspólnie oglądają mecz i upijają się piwem. Grupa odkrywa, iż Penny przez przypadek wyszła za mąż za Zacka, podczas ich pobytu w Las Vegas, co irytuje Leonarda, który stara się od razu unieważnić to małżeństwo. |                                    |                      |                  |             |
| 10 (145) | The Discovery Dissipation          | 5 grudnia 2013       | 2 marca 2014     | 4X5310      |
| Sheldon nie radzi sobie ze splendorem związanym z jego niedawnym, przypadkowym odkryciem naukowym (sezon 7, odcinek 6), jednak po rozmowie z Wilem Wheatonem zaczyna cieszyć się ze swojego dokonania. Leonard na gruncie doświadczalnym obala teorię Sheldona. Raj musi przez kilka dni pomieszkać u Howarda i Bernadette, co komplikuje ich życie. |                                    |                      |                  |             |
| 11 (146) | The Cooper Extraction              | 12 grudnia 2013      | 9 marca 2014     | 4X5311      |
| Sheldon wyjeżdża do Texasu aby asystować przy porodzie siostry. Leonard, Howard, Raj, Penny, Amy i Stuart wspólnie ubierają choinkę i gdybają jak potoczyłyby się ich losy gdyby nie obecność Sheldona. |                                    |                      |                  |             |
| 12 (147) | The Hesitation Ramification        | 2 stycznia 2014      | 16 marca 2014    | 4X5312      |
| Penny ma zadebiutować w serialu. Cała jej rodzina i przyjaciele czekają zniecierpliwieni przed telewizorami. Niestety scena z jej udziałem zostaje wycięta. Penny przeżywa poważny kryzys, co źle się odbija na jej związku z Leonardem. Raj i Stuart, aby być bardziej śmiałymi wobec pięknych dziewczyn, próbują (bez większego skutku) rozmawiać z przypadkowymi osobami. Sheldon (wykorzystując naukę) stara się być bardziej śmieszny.                                        |                                    |                      |                  |             |
| 13 (148) | The Occupation Recalibration       | 9 stycznia 2014      | 23 marca 2014    | 4X5313      |
| Leonard boi się, że po ostatnich wydarzeniach Penny chce z nim zerwać. Kobieta zamierza się poświęcić aktorstwu i odchodzi z Fabryki Sernika. Sheldon zostaje wysłany na przymusowy urlop. Bernadette i Stuart szukają komiksu dla Howarda. Amy jest podrywana przez geologa Berta, Raj i Howard pomagają jej odpędzić adoratora. |                                    |                      |                  |             |
| 14 (149) | The Convention Conundrum           | 30 stycznia 2014     | 30 marca 2014    | 4X5314      |
| Leonard, Sheldon, Raj i Howard nie dostają biletów na Comic-Con. Sheldon planuje zorganizować własną konwencję, podczas gdy pozostali zamierzają kupić bilety od konika. Sheldon zaprzyjaźnia się z Jamesem Earlem Jonesem, który zabiera go do miasta. |                                    |                      |                  |             |
| 15 (150) | The Locomotive Manipulation        | 6 lutego 2014        | 6 kwietnia 2014  | 4X5315      |
| Sheldon, Amy oraz Howard i Bernadette udają się na podwójną randkę do zabytkowego pociągu z okazji Walentynek. |                                    |                      |                  |             |
| 16 (151) | The Table Polarization             | 27 lutego 2014       | 13 kwietnia 2014 | 4X5316      |
| Penny namawia Leonarda by ten kupił stół do stołowego, Sheldon jest temu przeciwny. |                                    |                      |                  |             |
| 17 (152) | The Friendship Turbulence          | 6 marca 2014         | 20 kwietnia 2014 | 4X5317      |
| Dochodzi do nieporozumień w grupie, aby załagodzić sytuację Howard zaprasza Sheldona na wycieczkę do Teksasu. Podczas lotu samolot wpada w turbulencje, co zbliża przyjaciół do siebie. |                                    |                      |                  |             |
| 18(153) | The Mommy Observation              | 13 marca 2014        | 4 maja 2014      | 4X5318      |
| Raj organizuje zabawę detektywistyczną z udziałem Stuarta dla Leonarda, Penny, Bernadette i Amy. Howard i Sheldon pozostają w Teksasie. Sheldon odkrywa, iż jego matka ma kochanka. Howard radzi mu jak w tej sytuacji powinien się zachować. |                                    |                      |                  |             |
| 19(154) | The Indecision Amalgamation        | 3 kwietnia 2014      | 10 maja 2014     | 4 maja 2014 |
| Sheldon nie potrafi wybrać pomiędzy zakupem Playstation 4 a Xbox One. Penny radzi się Wila Wheatona czy warto grać w niszowych produkcjach filmowych. Bernadette popełnia faux pas w pracy. |                                    |                      |                  |             |
| 20(155) | The Relationship Diremption        | 10 kwietnia 2014     | 11 maja 2014     | 4X5320      |
| Howard i Bernadette spotykają się z Rajem i jego nową dziewczyną – Emily na podwójnej randce. Okazuje się, iż Emily w przeszłości poznała Howarda i ma z nim złe wspomnienia. Sheldon za radą Penny, postanawia zmienić obiekt swoich badań naukowych. |                                    |                      |                  |             |
| 21 (156) | The Anything Can Happen Recurrence | 24 kwietnia 2014     | 11 maja 2014     | ?           |
| Penny, Leonard i Sheldon wychodzą do miasta i spotykają w pubie Amy i Bernadette, które rzekomo nie mogły tego wieczoru spędzić czasu z przyjaciółmi. Okazuje się, iż Amy i Bernadette unikają Penny, ponieważ nie chcą słuchać jej opowieści o jej udziale w filmie. Penny i Sheldon oburzeni kłamstwem przyjaciół kontynuują wieczór tylko we dwoje, podczas gdy Leonard dołącza do Amy i Bernadette. W międzyczasie Raj ćwiczy z Howardem oglądanie horrorów, które lubi Emily. |                                    |                      |                  |             |
| 22 (157) | The Proton Transmogrification      | 1 maja 2014          | 18 maja 2014     | 4X5317      |
| Profesor Proton umiera. Jego pogrzeb zbiega się ze świętem Star Wars, w związku z czym Sheldon nie udaje się na uroczystość żałobną w przeciwieństwie do Penny i Leonarda. Sheldon przeżywa załamanie w związku ze śmiercią Protona, widząc we śnie jego ducha. |                                    |                      |                  |             |
| 23 (158) | The Gorilla Dissolution            | 8 maja 2014          | 25 maja 2014     | ?           |
| Howard opiekuje się matką, która ulega wypadkowi. Pomaga mu w tym Bernadette. Raj, będąc w kinie, spotyka Emily w towarzystwie innego mężczyzny. Penny traci rolę w filmie, a następnie przyjmuje oświadczyny Leonarda. |                                    |                      |                  |             |
| 24 (159) | The Status Quo Combustion          | 15 maja 2014         | 25 maja 2014     | 4X5324      |
| Sheldon dowiaduje się o tym, iż będzie musiał się wyprowadzić, ponieważ Leonard i Penny planują po ślubie zamieszkać razem. Dodatkowo mężczyźnie nie wiedzie się w pracy. Sklep Stuarta zostaje spalony w wyniku nieszczęśliwego wypadku, w wyniku czego Stuart zgadza się zostać opiekunem matki Howarda. Zajęcie to przypada mu do gustu. Sheldon czuje się zagubiony i zamierza wyjechać na jakiś czas. Leonard i Penny proszą go by został – jednak bezskutecznie.             |                                    |                      |                  |             |

## Seria 8: 2014–2015
| 1 (160) | The Locomotion Interruption       | 22 września 2014     | 5 kwietnia 2015  | 4X6751 |
| Podróż Sheldona zostaje przerwana po tym jak zostaje okradziony na dworcu w Arizonie. Nie mając innego wyjścia mężczyzna dzwoni po pomoc do Leonarda. Leonard zabiera Amy i wspólnie podróżują ponad 300 mil do komisariatu w Kingman, na którym przebywa okradziony Sheldon. W międzyczasie Penny stara się o pracę w firmie farmaceutycznej, w której pracuje też Bernadette. Stuart dalej mieszka z matką Howarda. |                                   |                      |                  |        |
| 2 (161) | The Junior Professor Solution     | 22 września 2014     | 5 kwietnia 2015  | 4X6752 |
| Sheldon dostaje propozycję awansu i zmiany tematu badań. W zamian za to musi rozpocząć pracę nauczyciela akademickiego. Jedynym uczniem Sheldona zostaje Wolowitz, który zamierza pisać u niego doktorat. Sheldon stara się upokorzyć Howarda, wytykając mu niewiedzę. Amy stara się przykuć uwagę Penny i Bernadette poprzez podsycanie konfliktu pomiędzy kobietami. |                                   |                      |                  |        |
| 3 (162) | The First Pitch Insufficiency     | 29 września 2014     | 12 kwietnia 2015 | 4X6753 |
| Sheldon, Amy, Leonard i Penny idą wspólnie na podwójną randkę, która doprowadza do kolejnego kryzysu pomiędzy Penny a Leonardem. Howard dostaje zadania z NASA – ma w imieniu organizacji rozpocząć symbolicznie mecz baseballa rzucając piłką. Zadanie to przerasta Howarda i zmuszony jest ćwiczyć rzuty pod okiem Bernadette i Raja. |                                   |                      |                  |        |
| 4 (163) | The Hook-Up Reverberation         | 6 października 2014  | 12 kwietnia 2015 | 4X6754 |
| Raj przedstawia pozostałym swoją dziewczynę Emily, która jest lekarzem – dermatologiem. Penny nie przypada do gustu Emily (i wzajemnie). W międzyczasie Sheldon, Leonard, Howard i Raj planują zainwestować w zniszczony sklep Stuarta. |                                   |                      |                  |        |
| 5 (164) | The Focus Attenuation             | 13 października 2014 | 19 kwietnia 2015 | 4X6755 |
| Sheldon, Leonard, Wolowitz i Raj organizują weekend, podczas którego mają się zająć wyłącznie sprawami naukowymi. W tym czasie Penny, Amy i Bernadette jadą do Las Vegas. Penny nie może imprezować z koleżankami, ponieważ musi uczyć się do nowej pracy. |                                   |                      |                  |        |
| 6 (165) | The Expedition Approximation      | 20 października 2014 | 19 kwietnia 2015 | 4X6756 |
| Sheldon i Raj postanawiają sprawdzić czy poradziliby sobie podczas ekspedycji do kopalni. Raj podczas eksperymentu opowiada Sheldonowi o Hannah Montana, wywołując u przyjaciela spore zainteresowanie. W międzyczasie Leonard i Penny sprzeczają się o pieniądze. Okazuje się, iż sprawy finansowe są przedmiotem sporu także w małżeństwie Howarda i Bernadette. |                                   |                      |                  |        |
| 7 (166) | The Misinterpretation Agitation   | 30 października 2014 | 26 kwietnia 2015 | 4X6758 |
| Sheldon spotyka lekarza – Olivera Lorvisa (Billy Bob Thornton), który niesie kwiaty dla Penny. Leonard wyjaśnia doktorowi, iż Penny jest zajęta. Aby załagodzić sytuację Lorvis opowiada o sprawach urologicznych znanych osób oraz zaprasza Leonarda, Sheldona, Raja i Wolowitza do swojej piwnicy, w której trzyma ciekawe eksponaty. |                                   |                      |                  |        |
| 8 (167) | The Prom Equivalency              | 6 listopada 2014     | 26 kwietnia 2015 | 4X6757 |
| Cała grupa organizuje na dachu wieżowca, w którym mieszka Leonard, Sheldon i Penny – bal studniówkowy. Stuart pojawia się na przyjęciu z kuzynką Howarda. Sheldon przed samą imprezą wyznaje Amy miłość. |                                   |                      |                  |        |
| 9 (168) | The Septum Deviation              | 13 listopada 2014    | 3 maja 2015      | 4X6759 |
| Sheldon martwi się Leonardem, który ma przejść operację przegrody nosowej. Raj dowiaduje się, iż jego rodzice rozwodzą się. Howard i Bernadette starają się być dla siebie milsi niż zazwyczaj. |                                   |                      |                  |        |
| 10 (169) | The Champagne Reflection          | 20 listopada 2014    | 3 maja 2015      | 4X6760 |
| Leonard, Raj i Howard sprzątają gabinet po zmarłym profesorze Abbotcie. Mężczyźni znajdują starego szampana oraz dziennik profesora. Okazuje się, iż dziennik zawierał informacje żywieniowe i jego zawartość jest bezużyteczna. W międzyczasie Sheldon przygotowuje ostatni odcinek „Fun with Flags”, w którym bierze udział LeVar Burton. Penny i Bernadette udają się na bankiet firmowy. |                                   |                      |                  |        |
| 11 (170) | The Clean Room Infiltration       | 11 grudnia 2014      | 10 maja 2015     | 4X6761 |
| Z okazji Świąt Bożego Narodzenia Amy postanawia urządzić wigilię w stylu wiktoriańskim. Na kolacji zjawia się również ojciec Raja, który przeżywa rozwód z żoną. W międzyczasie Howard i Leonard zmagają się z gołębiem, który wpadł do sterylnego laboratorium. |                                   |                      |                  |        |
| 12 (171) | The Space Probe Disintegration    | 8 stycznia 2015      | 10 maja 2015     | 4X6762 |
| Sheldon i Leonard rezygnują z grania w grę planszową i zgadzają się robić to na co mają ochotę ich dziewczyny. Raj stresuje się tym, czy sonda kosmiczna wystrzelona 9 lat wcześniej w kierunku Plutona zadziała podczas aktywacji. |                                   |                      |                  |        |
| 13 (172) | The Anxiety Optimization          | 29 stycznia 2015     | 17 maja 2015     | 4X6763 |
| Sheldon jest zdenerwowany brakiem postępów w pracy naukowej. Postanawia podnieść swój poziom irytacji, która jego zdaniem motywuje go do efektywniejszej pracy. W międzyczasie Howard tworzy grę towarzyską, która wyśmiewa Raja. |                                   |                      |                  |        |
| 14 (173) | The Troll Manifestation           | 5 lutego 2015        | 17 maja 2015     | 4X6764 |
| Leonard dokonuje naukowego odkrycia, które następnie opisuje wraz z Sheldonem. Nieoczekiwanie ich praca zostaje skrytykowana przez internetowego trolla. Sheldon i Leonard przeżywają krytykę i próbują się dowiedzieć, kto o nich źle napisał. Trollem okazuje się być Stephen Hawking. Penny, Bernadette i Amy wyśmiewają się nawzajem podczas babskiego wieczoru. |                                   |                      |                  |        |
| 15 (174) | The Comic Book Store Regeneration | 19 lutego 2015       | 24 maja 2015     | 4X6765 |
| Sheldon jest wściekły na Amy, za to że kobieta pomogła Barry’emu Kripke, w jego pracy naukowej. Sheldon wyjawia Penny, iż Amy testowała ją, po to by porównać jej inteligencję z małpami. Howard jest wściekły na Stuarta, który ponownie otworzył sklep, instalując w nim meble z domu pani Wolowitz. Leonard i Raj spotykają Nathana Filliona. Napiętą atmosferę w sklepie Stuarta, przerywa informacja o tym, iż pani Wolowitz zmarła podczas snu. Cała grupa jednoczy się, po to by wesprzeć w ciężkich chwilach Howarda.                                                           |                                   |                      |                  |        |
| 16 (175) | The Intimacy Acceleration         | 26 lutego 2015       | 24 maja 2015     | 4X6766 |
| Sheldon i Penny biorą udział w eksperymencie, podczas którego mają sprawdzić czy w przeciągu kilku godzin mogą się w sobie zakochać. W międzyczasie Leonard, Amy, Raj i Emily rozwiązują w 5 minut komercyjną zagadkę, która jest intelektualną atrakcją miasta. Howard i Bernadette przeżywają ciężkie chwilę na lotnisku po tym, jak linie lotnicze gubią prochy matki Howarda. |                                   |                      |                  |        |
| 17 (176) | The Colonization Application      | 5 marca 2015         | 31 maja 2015     | 4X6767 |
| Sheldon i Amy planują kupić żółwia. Amy dowiedziawszy się o tym, iż Sheldon zgłosił się na ochotnika do misji kosmicznej na Marsa, zaczyna się na niego dąsać. Raj zostaje sam w mieszkaniu Emily. Penny i Leonard kupują grę w sklepie dla dorosłych. |                                   |                      |                  |        |
| 18 (177) | The Leftover Thermalization       | 12 marca 2015        | 31 maja 2015     | 4X6768 |
| W prestiżowym piśmie pojawia się artykuł o odkryciu Leonarda i Sheldona, w którym wspomniany jest tylko Sheldon, co deprymuje Leonarda. Howard znajduje w domu swojej zmarłej matki ogromne ilości zamrożonego jedzenia, wspólnie z Bernadette i Rajem postanawia zaprosić wszystkich swoich przyjaciół na ostatnią kolację przygotowaną przez panią Wolowitz. |                                   |                      |                  |        |
| 19 (178) | The Skywalker Incursion           | 2 kwietnia 2015      | 7 czerwca 2015   | 4X6769 |
| Leonard i Sheldon jadąc wygłosić wykład na Berkeley, postanawiają zboczyć z trasy by dostać się na Skywalker Ranch, mając nadzieję na spotkanie George’a Lucasa. Mężczyźni zostają jednak zatrzymani przez ochronę obiektu po tym, jak Sheldon zostaje porażony taserem podczas próby wbiegnięcia na teren rancza. W międzyczasie Wolowitz wraz z żoną i przyjaciółmi przygotowują się do wyprzedaży garażowej rzeczy z domu po pani Wolowitz. Howard nie chce sprzedać TARDIS, co doprowadza do tego, iż Penny i Bernadette, a następnie Raj i Amy grają o ten przedmiot w Ping Ponga. |                                   |                      |                  |        |
| 20 (179) | The Fortification Implementation  | 9 kwietnia 2015      | 7 czerwca 2015   | 4X6770 |
| Sheldon jest smutny z powodu nie pójścia na sympozjum odbywającego się w domu Richarda Feynmana. Wspólnie z Amy spożywa kolację, po czym wspólnie budują dziecięcy fort z prześcieradeł i koców. W międzyczasie Wil Wheaton nadaje podcast w udziałem Penny i Leonarda. Podczas wywiadu dochodzi do kłótni. |                                   |                      |                  |        |
| 21 (180) | The Communication Deterioration   | 16 kwietnia 2015     | 14 czerwca 2015  | 4X6771 |
| Raj otrzymuje projekt przekazania wiadomości do istot pozaziemskich. Do współpracy zaprasza tylko Leonarda, ponieważ Sheldon i Howard pragną narzucić swoją wizję wykonania projektu. Kiedy Raj i Leonard nie dochodzą do żadnych interesujących wniosków, dołączają do grupy Sheldona i Howarda po to by wykorzystać ich pierwotny pomysł. W międzyczasie Penny udaje się na casting do filmu. |                                   |                      |                  |        |
| 22 (181) | The Graduation Transmission       | 23 kwietnia 2015     | 14 czerwca 2015  | 4X6772 |
| Leonard, jako były absolwent, zostaje zaproszony do wygłoszenia mowy końcowej do uczniów kończących liceum w New Jersey. Mowę wygłasza przez Skype’a po tym, jak okazuje się, iż z powodu złej pogody loty na wschodnie wybrzeże zostają zawieszone. Sheldon i Wolowitz próbują uruchomić Quadcoptera, którego zakupił Raj. Raj wpada w kłopoty finansowe po tym, jak jego ojciec zamierza odciąć mu fundusze, po to by jego syn nie wydawał pieniędzy na głupoty. |                                   |                      |                  |        |
| 23 (182) | The Maternal Combustion           | 30 kwietnia 2015     | 21 czerwca 2015  | 4X6773 |
| Matki Leonarda i Sheldona przybywają do Pasadeny, by zobaczyć ceremonię przyznania nagrody dla ich synów za artykuł naukowy. Matka Leonarda – Beverly – skupia się tylko na Sheldonie, co doprowadza Leonarda do zakłopotania. Dochodzi również do kłótni pomiędzy Beverly, która jest sceptycznie nastawiona do religii a matką Sheldona – Mary, która jest dewotką. W międzyczasie Bernadette zmusza swojego męża, Stuarta i Raja do posprzątania kuchni. |                                   |                      |                  |        |
| 24 (183) | The Commitment Determination      | 7 maja 2015          | 21 czerwca 2015  | 4X6774 |
| Amy gniewa się na Sheldona, za to iż ten woli obejrzeć serial telewizyjny „Flash”, zamiast poświęcić jej więcej uwagi. Penny i Leonard dyskutują na temat daty ślubu. Raj jest przerażony tym, iż jego dziewczyna Emily, proponuje mu odbycie stosunku seksualnego na cmentarzu. Howard i Bernadette postanawiają wyrzucić z ich domu Stuarta. Sheldon próbuje bezskutecznie pogodzić się z Amy. W ostatniej scenie sezonu, ukazany jest pierścionek zaręczynowy należący do babci Sheldona (Meemaw).                                                                                   |                                   |                      |                  |        |

## Seria 9: 2015–2016
u
| 1 (184) | The Matrimonial Momentum        | 21 września 2015     | 8 listopada 2015  | 4X7201 |
| Penny i Leonard biorą kameralny ślub w Las Vegas. Ich przyjaciele oglądają uroczystość za pomocą transmisji wideo. Sheldon przeżywa rozstanie z Amy. |                                 |                      |                   |        |
| 2 (185) | The Separation Oscillation      | 28 września 2015     | 15 listopada 2015 | 4X7202 |
| Leonard ma rozterki emocjonalne po ślubie z Penny. Penny z kolei jest z kolei zazdrosna o męża z powodu Mandy Chow. Sheldon zwraca Amy jej rzeczy oraz nagrywa samotnie podcast na YouTube o flagach. |                                 |                      |                   |        |
| 3 (186) | The Bachelor Party Corrosion    | 5 października 2015  | 22 listopada 2015 | 4X7203 |
| Howard i Raj organizują Leonardowi wieczór kawalerski, który przybiera formę wyjazdu do Meksyku zabytkowym samochodem. W podróż zabierają także Sheldona. W Meksyku ich auto łapie gumę. W tym czasie Penny gości na spóźnionym wieczorze panieńskim Amy i Bernadette. |                                 |                      |                   |        |
| 4 (187) | The 2003 Approximation          | 12 października 2015 | 29 listopada 2015 | 4X7204 |
| Leonard przenosi się do mieszkania Penny. Sheldon próbuje bezskutecznie znaleźć nowego lokatora. Mężczyzna usuwa z mieszkania wszystkie meble i udaje, iż cofnął się w czasie do 2003 roku, zanim spotkał Leonarda. Penny i Leonard ostatecznie decydują się pomieszkiwać w mieszkaniu Sheldona, po to by nie czuł się on samotny. Howard i Raj komponują piosenkę „Thor and Dr Jones” na występ artystyczny w sklepie Stuarta. |                                 |                      |                   |        |
| 5 (188) | The Perspiration Implementation | 19 października 2015 | 6 grudnia 2015    | 4X7205 |
| Bernadette zmusza męża do uprawiania sportów. Leonard, Sheldon, Raj i Wolowitz dochodzą do wniosku, iż nie mają żadnej aktywności fizycznej i decydują się zapisać na zajęcia szermierki prowadzone przez Barry’ego Kripke. W międzyczasie Stuart zaprasza do swojego sklepu Bernadette, Penny i Amy, a następnie radzi się ich co zrobić, by pozyskać klientki płci żeńskiej. Sheldon dowiaduje się, iż Kripke zamierza umówić się z Amy. Aby odreagować ten fakt, próbuje poderwać dziewczynę w barze. |                                 |                      |                   |        |
| 6 (189) | The Helium Insufficiency        | 26 października 2015 | 13 grudnia 2015   | 4X7207 |
| Leonard i Sheldon są zmuszeni kupić hel na czarnym rynku, po to by przeprowadzić eksperyment przed szwedzką ekipą. Mężczyźni kupują hel od szemranego sprzedawcy o imieniu Kenny (w tej roli Michael Rapaport). W międzyczasie Stuart chwali się, iż korzysta z nowej aplikacji, dzięki której był na dwóch randkach. Grupa decyduje się zainstalować aplikację Amy. |                                 |                      |                   |        |
| 7 (190) | The Spock Resonance             | 5 listopada 2015     | 20 grudnia 2015   | 4X7206 |
| Wil Wheaton zaprasza Sheldona do programu dokumentalnego na temat Leonarda Nimoya, kręconego przez syna aktora – Adama. Podczas nagrania Sheldon przeżywa kolejne załamanie opowiadając o Amy. Leonard i Penny dowiadują się przy okazji o pierścionku zaręczynowym dla Amy. W międzyczasie Bernadette dyskutuje z Howardem na temat remontu w domu. Wolowitz jest niechętny zmianom ze względu na pamięć po matce. Bernadette doprowadza do kompromisu, a następnie sprowadza do domu swojego ojca po to by pomógł jej w remoncie. Podczas wizyty teścia, Wolowitz rozmawia z nim na temat dzieci. |                                 |                      |                   |        |
| 8 (191) | The Mystery Date Observation    | 12 listopada 2015    | 27 grudnia 2015   | 4X7208 |
| Amy udaje się na randkę z Dave’em, wysokim Anglikiem, który przeniósł się do Kalifornii po tym jak zdradziła go żona. Bernadette i Penny postanawiają obserwować Amy podczas randki, dołącza do nich Leonard. Okazuje się, iż Dave jest wielkim fanem Sheldona Coopera. W tym Sheldon prosi Howarda i Raja, by znaleźli mu przez Internet nową dziewczynę. Mężczyźni umieszczają na Craigslist ogłoszenie w formie zagadki oraz określają czas na jej rozwiązanie. Po upłynięciu wyznaczonego czasu zgłasza się jedna dziewczyna – Vanessa (Analeigh Tipton), która oznajmia, iż ma podobne zainteresowania jak Sheldon. Po krótkiej rozmowy Sheldon zatrzaskuje jej jednak drzwi przed nosem, powołując się na to, iż dziewczyna przekroczyła zadany w zagadce czas. Później jednak stwierdza, iż nie przypadła mu do gustu. |                                 |                      |                   |        |
| 9 (192) | The Platonic Permutation        | 19 listopada 2015    | 3 stycznia 2016   | 4X7209 |
| Sheldon ma dwa bilety do oceanarium, jednak nikt nie chce z nim iść, w związku z czym zaprasza Amy. W tym czasie Leonard i Penny obchodzą razem Święto Dziękczynienia. Leonard popisuje się wiedzą na temat Penny, przypadkowo wygadując się, iż czyta jej pamiętnik. Bernadette zmuszą Howarda by wraz z nią, Emily i Rajem pomógł bezdomnym jako wolontariusz w stołówce. Wolowitz narzeka podczas prac społecznych, zmienia jednak podejście gdy jednym z wolontariuszy okazuje się być znany przedsiębiorca Elon Musk. Leonard paraduje po mieszkaniu w bieliźnie Penny, chce w ten sposób ponieść karę za czytanie jej pamiętnika, nalega także by jego zdjęcie w bieliźnie wrzucić na Facebooka, na co kategorycznie nie zgadza się Penny. Leonard zostaje jednak przyłapany w bieliźnie Penny przez swoich przyjaciół, którzy wracają z prac społecznych. Amy i Sheldon spędzają udanie czas w oceanarium. Amy telefonicznie pyta Sheldona czy chciałby ponownie zostać jej chłopakiem. |                                 |                      |                   |        |
| 10 (193) | The Earworm Reverberation       | 10 grudnia 2015      | 10 stycznia 2016  | 4X7210 |
| Sheldon nuci piosenkę i frustruje się, iż nie może przypomnieć sobie jej tytułu. Amy zaprasza do siebie Dave’a. Po tym jak Sheldon orientuje się, iż piosenka, którą nucił, ma związek z Amy, udaje się do niej i pomimo obecności Dave’a całuje. Raj i Wolowitz szpiegują swojego fana, który polubił ich projekt na Facebooku. |                                 |                      |                   |        |
| 11 (194) | The Opening Night Excitation    | 17 grudnia 2015      | 28 lutego 2016    | 4X7211 |
| Czwórka naukowców jest zdeterminowana, żeby kupić bilety na premierę Gwiezdnych Wojen. Ledwo im się to udaje. Niestety tego dnia są urodziny Amy. Sheldon po długim wahaniu postanawia spędzić ten czas z ukochaną. W ramach prezentu postanawia odbyć z nią stosunek płciowy. W tym czasie Leonard, Raj i Howard szukają kogoś odpowiedniego, kto mógłby skorzystać z biletu Sheldona. Wybór pada na Wila Wheatona. |                                 |                      |                   |        |
| 12 (195) | The Sales Call Sublimation      | 7 stycznia 2016      | 6 marca 2016      | 4X7212 |
| Amy przebywa poza Pasadeną, w związku z czym Sheldon ma wolny weekend, który decyduje się spędzić z Rajem, pomagając mu w pracy naukowej. Mężczyźni wspólnie odkrywają asteroidę. Penny nie umie dotrzeć do pewnej psychiatry, której chce sprzedać leki. Prosi Leonarda by ten udając pacjenta namówił psychiatrę na spotkanie z Penny. Wizyta Leonarda szybko jednak zamienia się w prawdziwą sesję terapeutyczną. Stuart wyprowadza się od Wolowitza i Bernadette. |                                 |                      |                   |        |
| 13 (196) | The Empathy Optimization        | 14 stycznia 2016     | 13 marca 2016     | 4X7213 |
| Sheldon obraża Emily podczas choroby. Nie zostaje przez to zaproszony przez Raja na wycieczkę do Las Vegas Party-Busem. Za radą Amy, postanawia ją przeprosić, w tym celu przygotowuje okolicznościowe koszulki. Emily odmawia jednak przyjęcia przeprosin, przez co Sheldon decyduje się nie jechać Party-Busem. Ostatecznie pojawia się jednak w pojeździe, wraz z niezaproszonym Stuartem, próbując raz jeszcze przeprosić Emily oraz zmusić Raja by pozwolił mu jechać Party-Busem. |                                 |                      |                   |        |
| 14 (197) | The Meemaw Materialization      | 4 lutego 2016        | 20 marca 2016     | 4X7214 |
| Do Sheldona przyjeżdża jego babcia. Kobieta nie przepada za Amy. Ostatecznie jednak Sheldon i Amy przekonują ją do ich związku. Howard i Raj poznają Claire. |                                 |                      |                   |        |
| 15 (198) | The Valentino Submergence       | 11 lutego 2016       | 27 marca 2016     | 4X7207 |
| Leonard i Penny świętują Walentynki. Penny czuje się stara po tym, jak w lokalu ktoś do niej zwraca się „per pani”. Raj zrywa z Emily po to by umówić się z Claire. Nieoczekiwanie jednak Claire wraca do swojego byłego chłopaka, przez co Raj zostanie sam na Walentynki. Sheldon i Amy emitują specjalny program „Fun with Flags”, podczas audycji dzwoni do nich Raj i zwierza się ze swojej samotności, do programu dodzwania się także Kripke. Ostatecznie program zostaje zakłócony przez Leonarda i Penny, który wracają do mieszkania w dziecinnym przebraniu i udają, iż są dalej młodzi. |                                 |                      |                   |        |
| 16 (199) | The Positive Negative Reaction  | 18 lutego 2016       | 3 kwietnia 2016   | 4X7216 |
| Bernadette mówi Howardowi o swojej ciąży. Po początkowej ekscytacji, Howard panikuje i boi się zostać ojcem. Leonard, Raj i Sheldon zabierają go do klubu Karaoke aby poprawić mu humor. Mężczyźni podczas spotkania rozmawiają o tym, w jaki sposób zdobyć więcej pieniędzy. Sheldon upija się. W tym czasie Bernadette zaprasza do siebie Amy i Penny. Kobiety po kilkugodzinnych rozmowach również udają się do klubu Karaoke, gdzie mają miejsce występy wokalne całej siódemki. |                                 |                      |                   |        |
| 17 (200) | The Celebration Experimentation | 25 lutego 2016       | 10 kwietnia 2016  | 4X7217 |
| Przyjaciele postanawiają wyprawić Sheldonowi urodziny, pomimo iż on sam nie lubi tego typu imprez, mając do nich uraz z dzieciństwa. Leonard, Howard i Raj przywożą na przyjęcie Adama Westa, na imprezie pojawia się też Wil Wheaton, mama Leonarda, Barry Kripke, Stuart oraz Leslie Winkle. Sheldon na początku imprezy chowa się do toalety, jednakże Penny przekonuje go by wrócił. Na imprezie mają miejsce toasty na cześć Sheldona. Stephen Hawking za pomocą komunikatora internetowego śpiewa Sheldonowi „Happy Birhtday to You”. |                                 |                      |                   |        |
| 18 (201) | The Application Deterioration   | 10 marca 2016        | 17 kwietnia 2016  | 4X7218 |
| Sheldon, Leonard i Howard chcą opatentować swój wynalazek jednakże napotykają drobne komplikacje. W tym samym czasie Raj nie wie jak ma zareagować na prezent od swojej byłej dziewczyny Emily. |                                 |                      |                   |        |
| 19 (202) | The Solder Excursion Diversion  | 31 marca 2016        | 24 kwietnia 2016  | 4X7219 |
| Leonard i Howard zostawiają swoje żony w laboratorium i wymykają się pod byle pretekstem aby obejrzeć Legion Samobójców w kinie. Do kobiet dołączą Raj, który próbuje zdemaskować przyjaciół. W tym samym czasie Amy kupuje Sheldonowi nowy komputer. Mężczyzna nie chce jednak wyrzucić starego, który się zepsuł, aby to wyjaśnić zaprowadza Amy do wynajętego schowka, w którym trzyma wszystkie zużyte przedmioty, których nigdy nie wyrzucił. |                                 |                      |                   |        |
| 20 (203) | The Big Bear Precipitation      | 7 kwietnia 2016      | 1 maja 2016       | 4X7220 |
| Penny, Amy, Sheldon i Leonard spędzają weekend w domku w lesie. Podczas wizyty wszyscy grają w grę alkoholową Jeszcze Nigdy, która polega na przyznawaniu się do wstydliwych lub zabawnych sytuacji. Podczas gry Leonard przyznaje się, iż posiada własne konto bankowe na swoje prywatne potrzeby, co doprowadza do sprzeczki z Penny. W tym samym czasie, w Pasadenie, Bernadette i Howard są nękani przez Raja, który traktuje przyszłe dziecko Wolowitzów jak swoje, uważając się za trzeciego rodzica. |                                 |                      |                   |        |
| 21 (204) | The Viewing Party Combustion    | 21 kwietnia 2016     | 8 maja 2016       | 4X7221 |
| Raj spotyka się z Claire i Emily jednocześnie. Swoimi przechwałkami bezustannie irytuje Howarda. Leonard nie chce uczestniczyć w spotkaniu dotyczącym umowy lokatorskie, co poróżnia go z Sheldonem. Wspólne oglądanie Gry o Tron staje pod znakiem zapytania. |                                 |                      |                   |        |
| 22 (205) | The Fermentation Bifurcation    | 28 kwietnia 2016     | 15 maja 2016      | 4X7222 |
| Penny dostaje zaproszenie na degustację win. Wybiera się tam z Leonardem, Amy, Howardem i Rajem. W lokalu spotykają byłego chłopaka Penny – Zacka. Zauważa on, że nowy system nawigacji może zostać wykorzystany przez wojsko, co przeraża jego twórców. W tym czasie Sheldon umila wieczór Bernadette tostami, kolejkami i grą w Dungeons & Dragons. |                                 |                      |                   |        |
| 23 (206) | The Line Substitution Solution  | 5 maja 2016          | 22 maja 2016      | 4X7223 |
| Do Pasadeny przylatuje matka Leonarda, zająć się nią postanawia Penny. Jej próby nawiązania z teściową nici porozumienia nie przynoszą korzyści. Leonard, Raj i Wolowitz w tym czasie wybierają się na seans specjalny Avengersów. Sheldon, chcąc im towarzyszyć, wynajmuje Stuarta, by ten poszedł za niego na zakupy z Amy. Nie spotyka się to ze zrozumieniem dziewczyny. |                                 |                      |                   |        |
| 24 (207) | The Convergence Convergence     | 12 maja 2016         | 29 maja 2016      |        |
| Penny i Leonard postanawiają zorganizować powtórny ślub dla rodziny i znajomych. Przyjeżdżają na niego rozwiedzeni rodzice Leonarda i matka Sheldona. Pomiędzy byłym małżeństwem dochodzi do spięć. Howard potwierdza działanie prototypu systemu nawigacyjnego. Dostaje też maila od Sił Powietrznych Stanów Zjednoczonych, co go przeraża – obawia się zniknięcia, znanego mu z filmów. Tym bardziej, że jego samochód zaczyna ktoś śledzić. Alfred, ojciec Leonarda, i Mary, matka Sheldona, wychodzą wcześniej z uroczystej kolacji. Okazuje się, że mieszkają w tym samym hotelu. Przez cały wieczór ich telefony milczą, niepokoi to Leonarda i Sheldona. |                                 |                      |                   |        |

## Seria 10: 2016–2017
| 1 (208) | The Conjugal Conjecture          | 19 września 2016     | 19 października 2016 |
| Sheldon podejrzewa swoją matkę o romans z Alfredem. Rodzina Penny przyjeżdża do Kalifornii na ponowny ślub córki. |                                  |                      |                      |
| 2 (209) | The Military Miniaturization     | 26 września 2016     | 26 października 2016 |
| Howard mówi Leonardowi i Sheldonowi o wojskowym kontrakcie. Przed spotkaniem z pułkownikiem Wiliamsem, mężczyźni postanawiają skontaktować się z prawnikiem. Penny przypadkowo zdradza informację o ciąży Bernadette. |                                  |                      |                      |
| 3 (210) | The Dependence Transcendence     | 3 października 2016  | 2 listopada 2016     |
| Leonard i Howard zmagają się do późna z projektem rządowym i przysypiającym Sheldonem. Następnego dnia zmęczonego Coopera Flash, który namawia go do wypicia napoju energetycznego. Amy zabiera Penny na imprezę, którą okazuje się spotkaniem naukowym u geologa Berta, który niegdyś podkochiwał się w neurobiolożce. Raj namawia Bernadette do przygotowania pokoju dla dziecka. Kobieta nie czuje szczęścia z bycia ciężarną. Z pomocą przychodzi ojciec Raja, który jest ginekologiem. |                                  |                      |                      |
| 4 (211) | The Cohabitation Experimentation | 10 października 2016 | 9 listopada 2016     |
| Mieszkanie Amy zostanie zalane. W związku z tym postanawia przez 5 tygodni mieszkać ze swoim chłopakiem w mieszkaniu Penny. Nie wszystko układa się po ich myśli. Leonard i Penny upajają się brakiem kłopotliwego współlokatora. Rajesh poznaje płeć dziecka Wolowitzów. Bernadette i Howard nie mogą się zdecydować, czy chcą poznać tę tajemnicę. |                                  |                      |                      |
| 5 (212) | The Hot Tub Contamination        | 17 października 2016 | 16 listopada 2016    |
| Wolowitzowie planują wyjechać do Palm Springs, jednak złe samopoczucie Bernadette powoduje, że zostają w domu, nie mówiąc o tym znajomych. Ich jacuzzi odwiedzają niespodziewani goście. Amy i Sheldon dalej się kłócą, Penny z Leonardem sugerują im chwilę odpoczynku od siebie. |                                  |                      |                      |
| 6 (213) | The Fetal Kick Catalyst          | 27 października 2016 | 23 listopada 2016    |
| Penny dostaje zaproszenie na Comic-Con w Van-Nuys, po namowach męża postanawia wziąć w nim udział. Howard czuje kopnięcia dziecka w nocy. Wpada w euforię, robiąc z Rajem zakupy – drogiego łóżeczka i nowego minivana. Tymczasem Sheldon, po rozmowie z Amy, zaskakuje ją, robiąc imprezę w mieszkaniu, na którą zaprasza Stuarta, Berta i panią Petrescu z drugiego piętra. Podczas konwentu Leonard zaskakuje uczestników opowiadając o swoim związku z Penny. Podczas imprezy Sheldon obraża Stuarta, a następnie próbuje go przeprosić wznosząc za niego toast. Ostatecznie mężczyźni znajdują wspólny język po tym jak doprowadzają się stanu skrajnego upojenia alkoholowego. |                                  |                      |                      |
| 7 (214) | The Veracity Elasticity          | 3 listopada 2016     | 30 listopada 2016    |
| Sheldon i Amy nagrywają pierwszy odcinek „Zabawy z flagami” we wspólnym mieszkaniu z udziałem kapeli Howarda i Raja. Bernadette zdradza, że mieszkanie Amy zostało wyremontowane już jakiś czas temu, a ona okłamuje Sheldona, by dłużej z nim mieszkać. Przy okazji okazuje się, że Penny od pewnego czasu chowa gadżety Leonarda do piwnicy. |                                  |                      |                      |
| 8 (215) | The Brain Bowl Incubation        | 10 listopada 2016    | 7 grudnia 2016       |
| Amy udaje się utworzyć układ nerwowy bazując na swoich i Sheldona komórkach skóry. Badania na nich dają bardzo dobre wyniki, co wprowadza Sheldona w taką ekstazę, że próbuje namówić swą dziewczynę na starania o dziecko. Raj poznaje w pracy Isabellę, która pracuje w Caltechu jako sprzątaczka. Zaczyna ją podrywać i przygotowuje dla niej kolację. Nie wszystko jednak idzie po jego myśli. |                                  |                      |                      |
| 9 (216) | The Geology Elevation            | 17 listopada 2016    | 14 grudnia 2016      |
| Bert otrzymuje prestiżowe wyróżnienie o które zazdrosny jest Sheldon. Cooper próbuje na różne sposoby radzić sobie z irracjonalną zazdrością. Howard prezentuje przyjaciołom miniaturę Stephena Hawkinga, który wykonuje ewolucje na wózku inwalidzkim. Zabawka nie przypada do gustu nikomu poza Barry’emu Kripke. Leonard organizuje Sheldonowi rozmowę z profesorem Hawkingiem. Naukowiec pomaga Cooperowi poradzić sobie z zazdrością o sukcesy innych. |                                  |                      |                      |
| 10 (217) | The Property Division Collision  | 1 grudnia 2016       | 21 grudnia 2016      |
| Sheldon i Leonard próbują podzielić swoje rzeczy, które wspólnie nabyli przez ostatnie 13 lat. Na tym tle między byłymi lokatorami dochodzi do kłótni i serii złośliwości z obu stron. Stuart ponownie wprowadza się do Howarda i Bernadette. Aby odwdzięczyć się za gościnę, mężczyzna pomaga w pracach domowych, rywalizując w tym z Rajem. Sheldon aby zrobić na złość Leonardowi, wynajmuje swój pokój bezdomnemu (w tej roli Christopher Lloyd). |                                  |                      |                      |
| 11 (218) | The Birthday Synchronicity       | 15 grudnia 2016      | 28 grudnia 2016      |
| Z okazji urodzin Amy, Sheldon oprócz prezentu proponuje także intymne zbliżenie. Randka zostaje jednak przerwana po tym jak przyjaciele dowiadują się o tym, iż Bernadette została zabrana przez Howarda, Stuarta i Stuarta do szpitala. Kiedy Sheldon, Amy, Penny i Leonard zbiegają do samochodu, zostają zawróceni po tym, jak okazuje się, iż akcja porodowa się jeszcze nie rozpoczęła. Tej samej jednak nocy dochodzi do porodu, Bernadette wydaje na świat córeczkę o imieniu Halley. |                                  |                      |                      |
| 12 (219) | The Holiday Summation            | 5 stycznia 2017      | 8 lutego 2017        |
| Bohaterowie serialu opowiadają jak spędzili Święta. Amy i Sheldon relacjonują wypad do Teksasu, podczas którego powiedzieli mamie Sheldona, o tym iż mieszkają razem. Leonard i Penny opowiadają o swoich przygodach podczas zdobywania choinki, podczas gdy Bernadette i Howard dzielą się z przyjaciółmi informacjami o swoim dziecku. |                                  |                      |                      |
| 13 (220) | The Romance Recalibration        | 19 stycznia 2017     | 15 lutego 2017       |
| Małżeństwo Leonarda i Penny przeżywa kryzys. Kobieta dostaje w prezencie od pracodawcy weekend w spa, na który zabiera Amy. Do ośrodka dojeżdża także Leonard, który zabiera ze sobą Sheldona. Howard i Raj pracują nad rozwiązaniem problemu skrzypiącej podłogi w pokoju Halley. |                                  |                      |                      |
| 14 (221) | The Emotion Detection Automation | 2 lutego 2017        | 22 lutego 2017       |
| Sheldon otrzymuje od MIT eksperymentalne urządzenie, które wykrywa emocje innych osób. Z jego pomocą Sheldon odkrywa, iż Leonard i Penny kłócą się z powodu brata kobiety, który chciałby tymczasowo zamieszkać w mieszkaniu Leonarda. W międzyczasie Raj zaprasza do siebie swoje byłe dziewczyny, po to by dowiedzieć się dlaczego nie może sobie znaleźć nowej dziewczyny. Kobiety wyjawiają brutalną prawdę na temat wad Raja. Howard chcąc pocieszyć przyjaciela oświadcza mu, iż jeżeli rozstanie się z Bernadette, zostanie jego partnerem. |                                  |                      |                      |
| 15 (222) | The Locomotion Reverberation     | 9 lutego 2017        | 1 marca 2017         |
| Leonard, Sheldon i Howard kończą urządzenie nawigacyjny dla wojska. Sheldon stwierdza, iż można by było urządzenie zmniejszyć, ale wymagałoby to dodatkowej pracy. Leonard i Howard chcąc zniechęcić Sheldona do dodatkowej pracy, kupują mu wycieczkę podczas której mógłby poprowadzić pociąg. Pułkownik Williams dowiedziawszy się o pomyśle Sheldona, nakazuje pomniejszenie urządzenia. Leonard i Howard zostają sami z dodatkowym zadaniem i muszą zmotywować Sheldona do powrotu do pracy. W międzyczasie Amy i Penny zabierają Bernadette na wspólny wieczór, po to by kobieta mogła odpocząć o obowiązków macierzyńskich. Małą Halley zajmują się Raj i Stuart.             |                                  |                      |                      |
| 16 (223) | The Allowance Evaporation        | 16 lutego 2017       | 8 marca 2017         |
| Amy i Sheldon udają się na randkę do lokalu. Dosiada się do nich Bert, który został wcześniej wystawiony przez poznaną przez Internet partnerkę. Bert wyjawia, iż Sheldon rozpowiada na uniwersytecie o swoim życiu seksualnym. Amy jest zła na swojego chłopaka, za to iż opowiada o ich relacji intymnej. Sheldon starając się naprawić sytuację, wyjawia Amy swój sekret o tym, iż dwa lata wcześniej zdał na prawo jazdy, ale nikomu o tym nie powiedział Ojciec oświadcza Rajowi, iż nie będzie go już wspierał finansowo. |                                  |                      |                      |
| 17 (224) | The Comic-Con Conundrum          | 23 lutego 2017       | 15 marca 2017        |
| Raj nie ma funduszy by pojechać na Comic-Con. Mężczyzna próbuje dorobić, sprzedając swoje pamiątki i pracując u Stuarta. Penny również chce jechać na imprezę komiksową, co nie podoba się Leonardowi. Howard nadgania obowiązki domowe, po to by uzyskać zgodę żony na wyjazd. |                                  |                      |                      |
| 18 (225) | The Escape Hatch Identification  | 9 marca 2017         | 26 kwietnia 2017     |
| Raj popada w coraz większe kłopoty finansowe i zmuszony jest zwolnić swoje mieszkanie. Penny i Leonard oferują mu pokój, który pozostał po Sheldonie. Cooper słysząc o planach przyjaciół zaczyna czuć niepokój, wiedząc iż jego były pokój zostanie wynajęty. Mężczyzna prosi Beverly o konsultacje psychiatryczne, podczas których dowiaduje się, iż utrata starego pokoju oznacza dla niego brak możliwości ucieczki ze związku z Amy. |                                  |                      |                      |
| 19 (226) | The Collaboration Fluctuation    | 30 marca 2017        | 3 maja 2017          |
| Sheldon i Amy pracują nad tematem kopenhaskiej interpretacji mechaniki kwantowej. Dobra atmosfera pracy paradoksalnie źle wpływa na jej jakość. Para postanawia, wzmocnić kreatywność poprzez wzajemne obrażanie się. W tym czasie Leonard jest przygnębiony tym, jak dobrze Raj dogaduje się z Penny. Mężczyzna prosi o poradę Howarda i Bernadette. |                                  |                      |                      |
| 20 (227) | The Recollection Dissipation     | 6 kwietnia 2017      | 19 maja 2017         |
| Sheldon przepracowuje się, pracując nad projektem dla wojska oraz współpracując z Amy, chorując także na przeziębienie. Mężczyzna budzi się kolejnego dnia z dziurą w pamięci. Okazuje się, iż dzień wcześniej bawił się w lokalu w stylu westernowym, w którym zostawił notatki na temat projektu wojskowego. Bernadette czuje się źle, w związku z tym iż wraca do pracy i zostawi Halley samą. Howard stara się pocieszyć żonę. |                                  |                      |                      |
| 21 (228) | The Separation Agitation         | 13 kwietnia 2017     | 19 maja 2017         |
| Bert zakłóca nagranie odcinka „Fun with Flags” aby pochwalić się, iż ma dziewczynę – trenerkę personalną o imieniu Rebecca. Wkrótce mężczyzna przedstawia swoją wybrankę przyjaciołom. Okazuje się, iż kobieta jest z Bertem tylko dla pieniędzy, wobec czego przyjaciele przekonują mężczyznę by ją zostawił. Niedługo potem Bert ponownie zakłóca program „Fun with Flags”, oznajmiając iż po rzuceniu Rebeccy, aby zdobyć ją z powrotem, musiał jej kupić motorówkę. W międzyczasie Howard, Bernadette i Stuart są zasmuceni, z powodu oddania Halley do uczelnianego przedszkola. Howard i Stuart zabierają ją pierwszego dnia pobytu w przedszkolu do Akwarium.                 |                                  |                      |                      |
| 22(229) | The Cognition Regeneration       | 27 kwietnia 2017     | 26 maja 2017         |
| Sheldon przez granie w gry komputerowe traci bystrość umysłu. Mężczyzna próbuje różnych metod, by wrócić do formy: piecze ciasto z Rajem, żongluje z Howardem i próbuje jazdy na monocyklu. Amy radzi mu, by spróbował bardziej skupić się na życiu. W międzyczasie Zack, były chłopak Penny, proponuje jej pracę. Leonard niechętnie wspiera żonę w podjęciu decyzji o nowej pracy. Oferta okazuje się być jednak nieaktualna po tym, jak obecna dziewczyna Zacka wybija mu z głowy pomysł zatrudnienia jego byłej. Howard jest zmęczony zachowaniem Bernadette, która naśmiewa się z jego sztuczek magicznych.                                                                     |                                  |                      |                      |
| 23(230) | The Gyroscopic Collapse          | 4 maja 2017          | 26 maja 2017         |
| Po tym jak Sheldon, Leonard i Howard kończą pracę nad żyroskopem dla wojska, urządzenie zostaje od razu skonfiskowane przez służby. Niepowodzenie w pracy, przekłada się na konflikt w małżeństwie Wolowitzów. Raj wyprowadza się od Penny i Leonarda by zamieszkać w garażu Berta. Amy dostaje ofertę letniego wyjazdu służbowego do Princeton. Sheldon początkowo źle przyjmuje tę wiadomość, jednakże ostatecznie namawia partnerkę by przyjęła tę pracę. |                                  |                      |                      |
| 24(231) | The Long Distance Dissonance     | 11 maja 2017         | 2 czerwca 2017       |
| Po tym jak Amy opuszcza Pasadenę, Sheldonem zaczyna się interesować ponownie doktor Nowitzki. Przyjaciele Sheldona informują o tym Amy, jednakże sam Sheldon bagatelizuje całą sprawę, twierdząc, iż tak piękna kobieta jak Ramona Nowitzki nie może być nim zainteresowana. Ostatecznie jednak Sheldon orientuje się, iż doktor naprawdę jest nim zainteresowana po tym, jak kobieta całuje go. Mężczyzna od razu po tym wydarzeniu udaje się do New Jersey, gdzie oświadcza się Amy. |                                  |                      |                      |

## Seria 11: 2017–2018
| 1(232) | The Proposal Proposal           | 25 września 2017     | 25 listopada 2017 |
| Sheldon oświadcza się Amy. Wiadomość telefonicznie dociera do jego przyjaciół. W tym samym czasie Bernadette załamuje się po tym jak dowiaduje się, iż po raz kolejny jest w ciąży. Raj bezskutecznie próbuje umówić się z dr Nowitzki. Amy zabiera Sheldona na kolację ze swoimi kolegami z pracy. Cooper nie potrafi się odnaleźć w towarzystwie, próbując skupić całą uwagę na sobie, co doprowadza do konfliktu pomiędzy narzeczonymi. Sheldon konsultuje sprawę z profesorem Hawkingiem, po czym udaje się mu doprowadzić do pojednania. Mężczyzna postanawia zostać wraz z Amy w New Jersey do końca wakacji. |                                 |                      |                   |
| 2(233) | The Retraction Reaction         | 2 października 2017  | 2 grudnia 2017    |
| Leonard udziela wywiadu radiowego podczas którego stwierdza między innymi, iż współczesna fizyka nie jest w stanie niczego już odkryć. Mężczyzna zostaje zmuszony przez kierownictwo uczelni (pod groźbą zwolnienia z pracy) do wydania oświadczenia odwołującego te stwierdzenia. Sheldon dochodzi do podobnych wniosków jak Leonard, co doprowadza mężczyzn do melancholii. Bernadette radzi Amy by nie chwaliła się swoimi sukcesami przed swoim partnerem. Okazuje się, iż Bernadette od dłuższego czasu nie jest szczera z Howardem, nie mówiąc mu o tym jak dobrze jej idzie w pracy. Leonard upija się z Sheldonem, Wolowitzem, Rajem i Penny. Pod wpływem upojenia, wysyła list do dziekan, w którym odwołuje swoje słowa o tym, iż współczesna fizyka nie ma odkrywczego potencjału. |                                 |                      |                   |
| 3(234) | The Relaxation Integration      | 9 października 2017  | 9 grudnia 2017    |
| Sheldon szuka idealnej daty ślubu. Bernadette zabiera Ruchi – nowo poznaną koleżankę z pracy na drinka; na spotkaniu pojawiają się również Raj i Stuart. Panowie konkurują o względy kobiety. Amy odkrywa, że Sheldon mówi przez sen – zaniepokojona nietypowym charakterem wypowiedzi, zwraca się do Leonarda i Penny. Za namową tej ostatniej Sheldon postanawia wyluzować, co kończy się – standardowo – nieprzyjemnymi dla niego skutkami. Mężczyzna postanawia przekazać organizację ślubu Amy. |                                 |                      |                   |
| 4(235) | The Explosion Implosion         | 16 października 2017 | 16 grudnia 2017   |
| Howard i Bernadette dowiadują się, iż ich kolejnym dzieckiem będzie chłopiec. Wolowitz jest załamany, ponieważ nie wie czego mógłby nauczyć syna. Wspólnie z Sheldonem wyrusza za miasto by przypomnieć sobie jak odpalić zabawkową rakietę, chcąc w przyszłości przekazać swojemu potomkowi pasję do tego typu sprzętu. Penny zaprzyjaźnia się z Beverly, co nie podoba się Leonardowi i Amy. Raj pomaga Bernadette przerobić znoszone ubranka Halley na wersje chłopięce. |                                 |                      |                   |
| 5(236) | The Collaboration Contamination | 23 października 2017 | 23 grudnia 2017   |
| Amy rozpoczyna naukową współpracę z Wolowitzem, przez co oboje spędzają mniej czasu ze swoimi partnerami. Raj czuje się odtrącony przez swojego przyjaciela. Bernadette pod nieobecność męża podstępem wykorzystuje Sheldona do prac domowych. Mężczyzną manipuluje także Penny. Raj i Sheldon postanawiają razem spędzać wolny czas. |                                 |                      |                   |
| 6(237) | The Proton Regeneration         | 2 listopada 2017     | 30 grudnia 2017   |
| Sheldon dowiaduje się, iż serial naukowy „Profesor Proton” zostanie wznowiony z nowym prowadzącym. Cooper pragnie zostać nowym gospodarzem programu, jednakże prowadzenie show zostaje powierzone Wilowi Wheatonowi. Zirytowany tym faktem Sheldon, odwiedza Wheatona i oświadcza, iż ponownie zaczyna traktować go jako wroga. Mężczyźnie wielokrotnie śni się także Arthur, oryginalny prowadzący programu. Wolowitz poddaje się wazektomii, po której czuje się fatalnie i zmuszony jest do rekonwalescencji w łóżku. Bernadette także zaczyna się gorzej czuć z powodu ciąży i zostaje zmuszona do odpoczynku. Podczas ich niemocy Halley opiekuje się Penny. Nieoczekiwanie córka Wolowitzów wypowiada do Penny swoje pierwsze słowo i nazywa ją mamą. |                                 |                      |                   |
| 7(238) | The Geology Methodology         | 9 listopada 2017     | 6 stycznia 2018   |
| Bert proponuje Sheldonowi współpracę naukową na polu geologii. Cooper zgadza się na kooperację i bardzo się z niej cieszy, jednakże wstydzi się przed innymi naukowcami, iż zajmuje się geologią. Bert dowiedziawszy się o tym, zrywa współpracę z Sheldonem i rozpoczyna ją z Leonardem. W międzyczasie Raj przypadkowo spotyka się z Ruchi. Spotkanie kończy się namiętną nocą. Po fakcie okazuje się, iż kobieta nie szuka uczucia a jedynie pragnie niezobowiązującej relacji, co nie odpowiada Rajowi, marzącemu o wielkiej miłości. Mężczyzna po konsultacjach z Bernadette i Howardem, decyduje się jednak na warunki Ruchi. |                                 |                      |                   |
| 8(239) | The Tesla Recoil                | 16 listopada 2017    | 13 stycznia 2018  |
| Sheldon potajemnie ponawia współpracę z wojskiem. Leonard i Howard kontaktują się w tej sprawie z pułkownikiem Williamsem, a następnie sami postanawiają stworzyć konkurencyjny system militarny z pomocą Kripkego. Bernadette podejrzewa Ruchi o to, że próbuje ją wygryźć w pracy poprzez kradzież jej projektów. Kobieta prosi Raja o pomoc w udowodnieniu swoich tez. Podejrzenia Bernadette okazują być słuszny, jednakże Raj zauroczony Ruchi bierze ją w obronę, używając irracjonalnych argumentów. Ruchi po zorientowaniu się, iż Raj zaczyna traktować ich relację zbyt poważnie – rzuca go. |                                 |                      |                   |
| 9(240) | The Bitcoin Entanglement        | 30 listopada 2017    | 20 stycznia 2018  |
| Leonard, Howard i Raj przypominają sobie, iż w 2010 roku wykopali Bitcoiny, które obecnie mogą być warte dziesiątki tysięcy dolarów. Mężczyźni próbują odtworzyć wydarzenia sprzed lat, by przypomnieć sobie, co zrobili z wirtualną walutą. Okazuje się, iż wirtualna waluta została zapisana na komputerze, który kiedyś Leonard podarował Penny, a ona z kolei oddała go swojemu ówczesnemu chłopakowi – Zackowi. Zack oddaje komputer Leonardowi, jednakże nie ma na nim zapisanych Bitcoinów, ponieważ przed laty Sheldon przegrał je (w ramach drobnej złośliwości) na pendrive Leonarda. Pendrive został zgubiony w 2013 roku i odnaleziony przez Stuarta, który postanowił go sformatować i sprzedać. |                                 |                      |                   |
| 10(241) | The Confidence Erosion          | 7 grudnia 2017       | 27 stycznia 2018  |
| Po tym jak Raj nie radzi sobie na rozmowie o pracę w planetarium jego ojciec uświadamia mu, iż ma niską samoocenę z powodu Howarda, który przez lata się z niego wyśmiewał. Raj przyznaje ojcu rację i obraża się na Wolowitza. Howard próbuje na swój sposób pogodzić się z przyjacielem i go przeprosić, co nie przynosi skutku. Sheldon i Amy za pomocą losowania dzielą przedślubne i ślubne obowiązki. Po podziale obie strony są niezadowolone. Para dochodzi do wniosku, iż nie są w stanie zaplanować tradycyjnego wesela, wobec czego postanawiają się pobrać błyskawicznie, na drugi dzień w ratuszu. Tuż przed ceremonią Sheldon dochodzi do wniosku, iż takie zawarcie małżeństwa jest niewłaściwe i proponuje Amy powrót do planowania tradycyjnego wesela, na co ona przystaje. |                                 |                      |                   |
| 11(242) | The Celebration Reverberation   | 14 grudnia 2017      | 3 marca 2018      |
| Raj jest dalej obrażony na Howarda. Z tego powodu Wolowitz nie zaprasza go na przyjęcie urodzinowe Halley. Ostatecznie jednak zmienia zdanie. Impreza nie udaje się, z powodu zmęczenia Bernadette i przedwczesnego zaśnięcia Halley. Leonard jest zdołowany, ponieważ przez ostatni rok nie udało mu się niczego osiągnąć ani na stopie zawodowej ani prywatnej. Sheldon urządza Amy uroczystą kolację z okazji urodzin, wzorowaną na serii „Domek na prerii”. Po posiłku, para doznaje ciężkiego zatrucia pokarmowego i zmuszona jest do rekonwalescencji. |                                 |                      |                   |
| 12(243) | The Matrimonial Metric          | 4 stycznia 2018      | 10 marca 2018     |
| Amy i Sheldon przeprowadzają test na drużbów na ich weselu.Kiedy ich przyjaciele dowiadują się o tym, iż są testowani, w ramach protestu odmawiają bycia drużbami. Ostatecznie chęć pełnienia funkcji zgłasza tylko Stuart i Bernadette. Sheldon i Amy dochodzą jednak do wniosku, iż do roli najlepiej pasują Penny i Leonard. |                                 |                      |                   |
| 13(244) | The Solo Oscillation            | 11 stycznia 2018     | 17 marca 2018     |
| Sheldon jest zdołowany z powodu stagnacji w jego pracach naukowych. Mężczyzna postanawia pracować wieczorami w mieszkaniu, by dokonać przełomowego odkrycia. Opuszczona w tym czasie przez partnera Amy, spędza czas z Leonardem, z którym wykonuje eksperymenty naukowe z dzieciństwa. Sheldon próbując pracować bardziej skupia się na rozmowach telefonicznych z matką aniżeli na nauce. Do mężczyzny dołącza Penny, która pomaga mu znaleźć nowe spojrzenie na teorię strun. W międzyczasie Howard decyduje się zawiesić swoje członkostwo w zespole muzycznym, który tworzył z Rajem. Do Raja w miejsce Howarda dołącza Bert. Ostatecznie jednak Wolowitz postanawia wrócić do muzyki i wspólnie z Bertem i Rajem zakładają zespół. Ich pierwszym wspólnym występem jest chałtura podczas Bar micwy. |                                 |                      |                   |
| 14(245) | The Separation Triangulation    | 18 stycznia 2018     | 24 marca 2018     |
| Raj poznaje w planetarium kobietę o imieniu Nell (w tej roli Beth Behrs), w którą zaczyna romansować. Mężczyzna dowiaduje się, iż Nell od dwóch tygodni jest w separacji. Jej mąż Oliver przychodzi do Raja do pracy i rozpacza z powodu rozpadu swojego związku. Raj widząc cierpienie Olivera, orientuje się, iż nie potrafi być z Nell, jednocześnie zaprzyjaźnia się z Oliverem o co jest zazdrosny Howard. W międzyczasie Sheldon nie mogą się skupić w swoim mieszkaniu prosi Leonarda i Penny o wynajęcie mu swojego starego pokoju. Aby przekonać małżeństwo, mężczyzna oferuje 3-dniowy okres próbny, podczas którego zachowuje się wzorowo, co frustruje Leonarda. Po zakończeniu okresu próbnego, Sheldon wraca do swojego typowego zachowania i zaczyna ponownie źle traktować Leonarda. Ten, będąc pomiatanym przez Sheldona, cieszy się z tego, uważając iż sprawy wróciły do normy.                                                                                                 |                                 |                      |                   |
| 15(246) | The Novelization Correlation    | 1 lutego 2018        | 31 marca 2018     |
| Sheldon przeżywa emisję pierwszego odcinka Profesora Protona z Wilem Wheatonem w roli głównej. Początkowo zamierza nie oglądać programu, jednakże po jego obejrzeniu, dochodzi do wniosku iż jest on interesujący. Mężczyzna udaje się do Wila, próbując go przeprosić, mając nadzieję iż Will zaprosi go do swojego programu. W międzyczasie Leonard pisze kryminał osadzony w środowisku naukowców. Główną postać wzoruje na sobie. Leonard umieszcza w książce także postać kobiecą, zimnej Illsy. Bernadette po przeczytaniu fragmentu książki, uważa iż postać ta jest wzorowana na Penny, podczas gdy Penny uważa, iż na Bernadette. Ostatecznie Leonard jako Illsę wyobraża sobie swoją matkę. |                                 |                      |                   |
| 16(247) | The Neonatal Nomenclature       | 1 marca 2018         | 7 kwietnia 2018   |
| Bernadette ma problem z porodem po tym, jak mija jego termin. Aby poprawić jej humor odwiedzają ją przyjaciele. Sheldon przynosi grę wojenną, którą nikt poza nim nie jest zainteresowany. Wieczorem ożywia się dyskusja na temat imienia dla nienarodzonego chłopca. Bernadette planuje nazwać syna imieniem Michael (po jej ojcu) czemu sprzeciwia się Howard. Po porodzie dziecko otrzymuje ostatecznie dwa imienia: Neil oraz Michael. |                                 |                      |                   |
| 17(248) | The Athenaeum Allocation        | 8 marca 2018         | 5 maja 2018       |
| Amy i Sheldon starają się wynająć salę na swoje wesele w ekskluzywnym klubie The Athenaeum. Podczas wizyty w lokalu, para spotyka Leonarda i Penny. Okazuje się, iż Leonard okłamywał Sheldona, iż nie jest w stanie załatwić wejściówek do klubu, ponieważ jest on zbyt ekskluzywny. Amy i Sheldon ostatecznie nie mogą zabukować terminu po tym, jak Barry Kripke po złości wynajmuje lokal na swoje urodziny w dniu ich ślubu. Sheldon, a później także Leonard, starają się przekonać Kripky’ego by odpuścił i odstąpił lokal. W tym czasie Howard i Bernadette zastanawiają się, które z nich powinno zająć się dziećmi a które wrócić do pracy. Howard decyduje się zostać w domu. Bernadette zagląda do biura i pomimo długiej nieobecności od razu odnajduje się w obowiązkach zawodowych, podczas gdy Howard bardzo źle sobie radzi przy opiece nad dziećmi. |                                 |                      |                   |
| 18(249) | The Gates Excitation            | 29 marca 2018        | 12 maja 2018      |
| Do firmy Penny przyjeżdża Bill Gates. Leonard, Sheldon, Howard i Raj bardzo chcą go poznać. W tym celu zakradają się do hotelu, w którym Leonard przedstawia się Billowi, nawiązując do ich spotkania sprzed laty, kiedy to matka Leonarda wzięła syna na wykład Billa Gatesa. Podczas spotkania Leonard kompromituje się. Tego samego dnia, wieczorem Penny oświadcza, iż specjalnie dla męża i jego kolegów organizuje im oficjalne spotkanie z Gatesem. Leonard udaje chorego, aby nie wyszło na jaw, iż potajemnie spotkał się z Billem. W tym czasie Sheldon chcąc spotkać się z Billem zostaje wysłany przez kolegów do złego hotelu. |                                 |                      |                   |
| 19(250) | The Tenant Disassociation       | 5 kwietnia 2018      | 19 maja 2018      |
| Sheldon mianuje się prezydentem rady budynku w którym mieszka. Jako przewodniczący wydaje złośliwe decyzje, które nie podobają się Penny i Leonardowi. Próbują oni namówić sąsiadów by wybrali na nowego przewodniczącego rady Leonarda. Howard i Raj podczas wspólnej kąpieli w jacuzzi znajdują drona, który rozbił się koło budynku Wolowitza. Howard naprawia go i próbując odnaleźć właściciela ogląda nagrane przez urządzenie filmy. Na nagraniu widać, iż właścicielką drona jest piękna dziewczyna, bywalczyni sklepu Stuarta. Stuart przekazuje kolegom namiary na dziewczynę, która ma na imię Cynthia. Raj zwraca jej drona, mając nadzieję na rozpoczęcie ciekawej znajomości. Cynthia po odzyskaniu drona ogląda nagranego wcześniej Raja i Howarda. Na nagraniu widać kompromitującego się Raja, który oświadcza iż ma zamiar mieć z Cynthią dzieci oraz zamierza pójść do niej bez bielizny.                                                                                       |                                 |                      |                   |
| 20(251) | The Reclusive Potential         | 12 kwietnia 2018     | 26 maja 2018      |
| Sheldon nawiązuje kontakt z naukowcem, doktorem Wolcottem (Peter MacNicol), który zaprasza go do swojego domku w lesie. Sheldon udaje się tam wraz z Leonardem, Wolowitzem i Rajem, po to by Penny i Bernadette mogły wyprawić w tym czasie wieczór panieński dla Amy. Okazuje się, iż doktor Wolcott jest ekscentrykiem, który zdecydował się żyć samotnie, po to by poświęcić się dla nauki. Takie podejście nie odpowiada nawet Sheldonowi. Mężczyźni potajemnie uciekają z domu Wolcotta i wracają do Pasadeny. W tym czasie Penny i Bernadette przygotowują dla Amy wieczór z szydełkowaniem. Amy jest rozczarowana i prosi przyjaciółki o wspólne wyjście na miasto. Kiedy kobiety przychodzą do baru, Amy traci przytomność po pierwszych shotach alkoholowych, a następnie zostaje odwieziona do domu. |                                 |                      |                   |
| 21 (252) | The Comet Polarization          | 19 kwietnia 2018     | 2 czerwca 2018    |
| Podczas nocnych obserwacji nieba Penny przypadkiem odkrywa kometę korzystając z teleskopu Raja. Raj przypisuje sobie to osiągnięcie, czym wzbudza gniew u Penny i zmusza Leonarda do mediacji pomiędzy skłóconymi przyjaciółmi. Sklep Stuarta odwiedza Neil Gaiman. Pisarz pozytywnie wypowiada się o sklepie w mediach społecznościowych, czym ściąga do sklepu Stuarta masę klientów. Bloom zostaje zmuszony do zatrudnienia sprzedawczyni, zostaje nią dziewczyna o imieniu Denise (Lauren Lapkus). Kobieta początkowo nie przypada do gustu Sheldonowi, narzekającego na tłum ludzi w sklepie oraz na nową ekspedientkę. Okazuje się jednak, iż Denise ma bardzo dużą wiedzę na temat komiksów, czym przekonuje do siebie Sheldona. Mężczyzna cały czas opowiada Amy o Denise. Zdesperowana narzeczona udaje się do sklepu i prosi Denise o lekcje na temat komiksów. |                                 |                      |                   |
| 22 (253) | The Monetary Insufficiency      | 26 kwietnia 2018     | 9 czerwca 2018    |
| Sheldon potrzebuje pół miliarda dolarów na badania naukowe związane z czarnymi dziurami. Po odmowie macierzystej uczelni, postanawia zacząć zdobywać pieniądze na własną rękę. Udaje mu się zebrać 65 tysięcy dolarów, które pragnie pomnożyć w Las Vegas. Zostaje jednak usunięty z kasyna po tym, jak próbuje obserwować zachowanie stołu do ruletki. W tym czasie Amy wraz z Penny i Bernadette kupują suknię ślubną. Amy przypada do gustu staromodny model. Penny i Bernadette zastanawiają się czy powinny skrytykować wybór przyjaciółki. Kobiety podchodzą do krytyki sprawy w odmienny sposób, co dodatkowo komplikuje sytuacje. Suknia ślubna przypada za to do gustu Sheldonowi. |                                 |                      |                   |
| 23 (254) | The Sibling Realignment         | 3 maja 2018          | 16 czerwca 2018   |
| Dzieci Wolowitzów przechodzą zapalenie spojówek. Chorobą zaraża się Howard, Bernadette, Raj i ostatecznie Amy, która boi się, iż nie wyleczy się do ślubu, który ma odbyć się za tydzień. W tym czasie Sheldon i Leonard wyruszają do Teksasu. Cooper musi się pogodzić, ze swoim starszym bratem Georgim, który nie chce przyjechać na wesele. Na miejscu okazuje się, iż braci różnią poważne historyczne zaszłości. Po fiasku rozmów Cooperów, Leonard próbuje samodzielnie przekonać Georgiego do zgody. Okazuje się, iż Georgi ma żal do brata, za to że wyjechał na studia, zostawiając rodzinę samą. Ostatecznie braciom udaje się dojść do porozumienia i pogodzić. Amy, nie chcąc by Sheldon zobaczył jej zapalenie spojówek, namawia go by został w Teksasie kilka dni dłużej. |                                 |                      |                   |
| 24 (255) | The Bow Tie Asymmetry           | 10 maja 2018         | 23 czerwca 2018   |
| Na ślub Amy i Sheldona przyjeżdżają rodziny państwa młodych. Matka Amy (w tej roli Kathy Bates) na wszystko narzeka, co irytuje wszystkich dookoła a najbardziej jej męża. Z Teksasu przylatuje mama, siostra i brat Sheldona. Howard przypadkiem znajduje psa, który okazuje się należeć do Marka Hamilla. Aktor chcąc się odwdzięczyć, w ramach znaleźnego zgadza się poprowadzić ceremonię ślubu, zastępując w tej roli Wila Wheatona. Tuż przed samą ceremonią, Sheldon dokonuje odkrycia naukowego. Jego nowym pomysłem fascynuje się Amy, a później również Leonard. Cała trójka zamyka się w pokoju, opóźniając ceremonię. Podczas nieoczekiwanego przestoju, Mark Hamill odpowiada na pytania gości dotyczące serii Star Wars. Okazuje się, iż aktor ma małą wiedzę na temat filmu w którym grał. W odpowiedziach zastępuje go Stuart, który popisuje się kompleksową wiedzą na temat serii Gwiezdnych wojen, czym imponuje Denise. W finale odcinka i sezonu Amy i Sheldon pobierają się. |                                 |                      |                   |

## Seria 12: 2018–2019
| 256 | 1  | The Conjugal Configuration      | 24 września 2018     | 27 października 2018 |
| Amy i Sheldon spędzają miesiąc miodowy w Nowym Jorku, zaczynając pobyt od zamieszkania przy Legolandzie. Podczas zwiedzania miasta dochodzi pomiędzy nimi do kłótni na ulicy. Leonard i Penny zauważają, że w mieszkaniu Amy i Sheldona ukrywa się Pan Fowler (ojciec Amy), który żyjąc w strachu przed swoją żoną próbuje jej unikać. Ostatecznie Pani Fowlerowa odnajduje go schowanego w wannie. Penny przekonuje Panią Fowler by odpuściła swojemu mężowi i zaczęła go lepiej traktować. Raj wdaje się w konfrontację z Neilem deGrassem Tysonem. |    |                                 |                      |                      |
| 257 | 2  | The Wedding Gift Wormhole       | 27 września 2018     | 3 listopada 2018     |
| Sheldon i Amy rozpakowując prezenty ze ślubu natrafiają na dziwny podarunek od Leonarda i Penny. Nowożeńcy są przekonani, że to nie prezent, ale pierwsza wskazówka dotycząca lokalizacji właściwego podarka. Okazuje się, iż dziwny przedmiot został podarowany Howardowi i Bernadette przez Raja, ci z kolei podarowali go Leonardowi i Penny a ostatecznie trafił właśnie do Sheldona i Amy. Stuart zaprasza Denisa na randkę. Raj nie mogąc znaleźć żony, prosi ojca o pomoc w zaaranżowaniu małżeństwa. |    |                                 |                      |                      |
| 258 | 3  | The Procreation Calculation     | 4 października 2018  | 10 listopada 2018    |
| Raj poznaje podesłaną przez ojca kandydatkę na żonę, Hinduskę Anu. Okazuje się, że kobieta ma bardzo dominujący charakter oraz pragmatyczne podejście do małżeństwa, co z początku odpycha Raja. Z przyjaciela podśmiewuje się Howard, co doprowadza pomiędzy nimi do niesnasek. Ostatecznie Raj chce przyznać rację Howardowi i próbuje spławić Anu, ta jednak nieoczekiwanie mu się oświadcza a on zgadza się ją poślubić. Penny i Leonard wypełniają ankietę małżeńską, okazuje się, że mało o sobie wiedzą nawzajem, szczególnie drażliwą kwestią jest chęć posiadania dzieci, których nie chce Penny. Różnica zdań prowadzi do kłótni. Penny chcąc się pogodzić z mężem, wypożycza mu replikę Batmobila. W międzyczasie Stuart zaczyna sprowadzać Denise do domu, puszczając wieczorami romantyczną muzykę w swoim pokoju. Irytuje to Howarda i Bernadette, którzy przez romans współlokatora źle czują się w swoim domu. |    |                                 |                      |                      |
| 259 | 4  | The Tam Turbulence              | 11 października 2018 | 24 listopada 2018    |
| Do Kalifornii przylatuje Tam, dawny przyjaciel Sheldona z dzieciństwa. Nieoczekiwanie Sheldon nie chce się z nim spotkać i żywi do niego urazę. Przyjaciele Sheldona są ciekawi skąd wynika to nastawienie. Ostatecznie okazuje się, że Sheldon ma żal do Tama, że tamten przed laty został w Teksasie i nie poleciał z nim do Kalifornii. |    |                                 |                      |                      |
| 260 | 5  | The Planetarium Collision       | 18 października 2018 | 24 listopada 2018    |
| Sheldon chce, by Amy spędzała więcej czasu nad badaniem ich teorii superasymetrii. Raj nie bardzo chce, żeby Howard poprowadził z nim wykład w planetarium. |    |                                 |                      |                      |
| 261 | 6  | The Imitation Perturbation      | 25 października 2018 | 1 grudnia 2018       |
| Leonard i Penny wydają przyjęcie z okazji Halloween. Tego dnia, Howard przebiera się w pracy za Sheldona i go imituje. Sheldon czuje się urażony i zwierza się z tego żonie. Amy dowiedziawszy się, że za tym pomysłem stała Bernadette, udaje się do niej i żąda przeprosin, Bernadette jednak odmawia. W ramach rewanżu, na wieczorną imprezę w mieszkaniu Leonarda, Sheldon i Amy przychodzą przebrani za Howarda i Bernadette. Państwo Wolowitz, a szczególnie Bernadette są tym dotknięci w tym samym stopniu jak dotknięty był Sheldon. |    |                                 |                      |                      |
| 262 | 7  | The Grant Allocation Derivation | 1 listopada 2018     | 8 grudnia 2018       |
| Rektor uczelni prosi Leonarda o rozdysponowanie funduszy na jeden wybrany przez niego projekt naukowy. W związku z chwilową decyzyjnością Leonarda, pracownicy uczelni zaczynają mu się podlizywać a on odnajduje się w seryjnym, stanowczym odmawianiu, co szczególnie podoba się Penny. Ostatecznie Leonard wiedząc, że wybierając jakikolwiek projekt i tak narazi się pozostałym kolegom, przeznacza pieniądze na sfinansowanie swoich celów naukowych, kupując laser. W międzyczasie Bernadette, a później także Penny i ostatecznie Amy spędzają czas w domku dla dzieci, uciekając w ten sposób od obowiązków domowych. Howard przesiadując z Rajem w jacuzzi tuż przy domku oświadcza, iż doskonale wie o tym, że jego żona się ukrywa, ale mu to nie przeszkadza. |    |                                 |                      |                      |
| 263 | 8  | The Consummation Deviation      | 8 listopada 2018     | 15 grudnia 2018      |
| Anu zaprasza Raja do hotelu na noc. Mężczyzna stresuje się z tego powodu. Podczas wieczoru z Anu powraca jego selektywny mutyzm, ostatecznie Raj wyznaje prawdę o sobie i swoich problemach z kobietami, co poprawia jego relacje z Anu. Sheldon pragnie lepiej poznać teściów, ale pan Fowler bardziej interesuje się Howardem i jego magicznymi sztuczkami niż zięciem, w związku z czym Sheldon postanawia spędzić wieczór z panią Fowler. Podczas pobytu u teściowej, okazuje się, że Amy chcąc unikać rodziców, odmawiała udziału w rodzinnych uroczystościach zasłaniając się Sheldonem, podczas gdy ten absolutnie nie miał nic przeciwko by spotykać się z teściami. |    |                                 |                      |                      |
| 264 | 9  | The Citation Negation           | 15 listopada 2018    | 22 grudnia 2018      |
| Amy i Sheldon proszą Leonarda by sprawdził cytaty w ich pracy naukowej, którą może dostać Nobla. Podczas pracy nad cytatami, Leonard i Raj natrafiają na hipotezy radzieckiego uczonego, który już w 1978 roku obalił tezy stawiane przez Sheldona i Amy. Leonard przejęty niepowodzeniem przyjaciela, zastanawia się jak mu powiedzieć o swoim odkryciu. W międzyczasie Bernadette uczy się grać w Fortnite Battle Royale, ale nie idzie jej zbyt dobrze. Kobieta prosi Denise by nauczyła ją grać. |    |                                 |                      |                      |
| 265 | 10 | The VCR Illumination            | 6 grudnia 2018       | 29 grudnia 2018      |
| Sheldon dalej cierpi z powodu niepowodzenia jego pracy naukowej. Leonard przypomina sobie, że w sejfie w jego mieszkaniu znajduje się kaseta VHS z młodym Sheldonem, który nagrał ją jako dziecko. Na nagraniu zamieszczone jest motywacyjne przemówienie młodego Sheldona. Okazuje się jednak, że tylko początek nagrania się zachował, ponieważ na reszcie ojciec Sheldona nagrał swój mecz footballowy. Leonard chcąc pomóc przyjacielowi radzi się swojej matki. Beverly radzi synowi, by powiedział Sheldonowi by potraktował utratę swojej pracy naukowej w kategoriach żałoby. Ostatecznie Sheldonowi pomaga fragment na kasecie VHS, na której jego ojciec mówi do swojej drużyny by się nie poddawała, bo na razie przegrała pierwszą połowę a mecz wciąż trwa. Sheldon postanawia wrócić do pracy i zmodyfikować swoje dzieło naukowe. W międzyczasie Howard ćwiczy sztuczki magiczne przez castingiem dla początkujących magików. Występ mężczyzny przed jury okazuje się być klapą, po tym jak Howard niszczy Rolexa należącego do jednego z jurorów. |    |                                 |                      |                      |
| 266 | 11 | The Paintball Scattering        | 3 stycznia 2019      | 23 lutego 2019       |
| Praca naukowa Sheldona i Amy okazuje się być wielkim sukcesem i cieszy się dużym zainteresowaniem. Sheldon jest zły, że nie został dopuszczony przez prezydenta uczelni do udzielania wywiadów, które zamiast niego udziela Amy. Denise oferuje Stuartowi wspólne zamieszkanie na co mężczyzna reaguje atakiem paniki. Raj instaluje w drzwiach Anu zdalną kamerkę do monitorowania mieszkania, mężczyzna po pewnym czasie zaczyna podglądać swoją narzeczoną i dostrzega w jej drzwiach mężczyznę, z którym Anu czule się wita. Sheldon, Amy, Leonard, Penny, Stuart, Denise, Howard, Bernadette oraz Raj i Anu udają się razem na paintballa. Podczas gry dochodzi do sprzeczek pomiędzy parami, które zamiast się bawić, tracą czas na wyjaśnianie sobie wzajemnych animozji. |    |                                 |                      |                      |
| 267 | 12 | The Propagation Proposition     | 10 stycznia 2019     | 2 marca 2019         |
| Penny, Bernadette i Amy podczas spotkania w pubie spotykają Zacka, dawnego chłopaka Penny. Okazuje się, że mężczyzna jest obecnie bardzo zamożny i poślubił równie bogatą jak on kobietę. Zack zaprasza Penny i Leonarda na swój prywatnych jacht na kolację. Leonard ma obiekcje czy powinien iść, ale ostatecznie towarzyszy żonie. Podczas kolacji Zack i jego żona oświadczają, że nie mogą mieć dzieci i proszą Leonarda o zostanie dawcą spermy. Zaskoczony propozycją Leonard jest skłonny się zgodzić, ale Penny jest przeciwna temu pomysłowi. Raj próbuje odzyskać Anu, prosząc ją o kolejną szansę. Kobieta jest sceptyczna, uważając, że Raj nalega na małżeństwo tylko po to by dorównać swoich przyjaciołom. |    |                                 |                      |                      |
| 268 | 13 | The Confirmation Polarization   | 17 stycznia 2019     | 9 marca 2019         |
| Do Pasadeny przylatują z Chicago Dr Campbell i Dr Pemberton, którzy przypadkowo udowadniają teorię Sheldona i Amy, dzięki czemu także mogą ubiegać się o Nobla. Ze względu na fakt, że tylko 3 osoby mogą być zgłoszone do nagrody, doktorzy proponują Sheldonowi wykreślenie Amy z nominacji. Sheldon konsultuje ten pomysł z Amy, a jego żona zgadza się na to, oświadczając, że teoria antysymetrii jest pracą życia Sheldona i jeżeli nie ma innej możliwości, to chociaż on powinien być za nią nagrodzony. Niezależnie od decyzji żony, Sheldon nie zgadza się na wykreślenie Amy i oświadcza to prezydentowi uczelni. Bernadette proponuje awans Penny na stanowisko szefowej zespołu marketingowego. Penny odmawia, bojąc się odpowiedzialności oraz bycia w strukturze bezpośrednio pod Bernadette, jednakże po namowach decyduje się ostatecznie przyjąć stanowisko. W pracy na stanowisku kierownika zespołu Penny kopiuje praktyki Bernadette, czym jej imponuje.                                                                                     |    |                                 |                      |                      |
| 269 | 14 | The Meteorite Manifestation     | 31 stycznia 2019     | 16 marca 2019        |
| Sąsiad Howarda i Bernadette buduje balkon z oślepiającym oświetleniem, który narusza granice posesji. Wolowitzowie udają się do urzędu by donieść pogwałcenie prawa budowlanego, ale nie potrafią przejść przez aspekty biurokratyczne wobec czego zwracają się o pomoc do Sheldona. Cooper odkrywa, że także taras Wolowitza został wybudowany z pogwałceniem prawa budowlanego i powinien być zgłoszony do inspekcji. Ostatecznie Sheldon postanawia donieść tylko na sąsiada, uznając iż przyjaźń jest ważniejsza niż zasady prawa budowlanego. W międzyczasie Bert zaprasza Raja do udziału w projekcie badawczym polegającym na zbadaniu meteorytu. Leonard jest zazdrosny, że nie został poproszony o pomoc w przecięciu obiektu jego laserem. Mężczyzna ma koszmar senny, podczas którego wykrada meteoryt i uwalnia jego moc zamieniającą go w zombie, po czym zjada Berta, Raja i Penny. |    |                                 |                      |                      |
| 270 | 15 | The Donation Oscillation        | 7 lutego 2019        | 23 marca 2019        |
| Po tym jak Leonard zgodził się być dawcą spermy dla Zacka i jego żony, Penny dalej ma obiekcje. Do Pasadeny przylatuje ojciec Penny, który zostaje włączony w tę sprawę. Leonard waha się co powinien zrobić i prosi Sheldona o poradę. W międzyczasie Howard zamienia anulowany wieczór kawalerski Raja w wyprawę do strefy bez grawitacji. |    |                                 |                      |                      |
| 271 | 16 | The D&D Vortex                  | 21 lutego 2019       | 4 maja 2019          |
| Gościem Wila Wheatona w jego programie „Profesor Proton” zostaje William Shatner. Sheldon jest tak podekscytowany jego obecnością, że aż wymiotuje na głównego gościa programu. Po nagraniu Sheldon udaje się do Wila by załagodzić sytuację i przez przypadek odkrywa, że Wheaton prowadzi tajną grupę fanów Dungeons and Dragons na której goszczą celebryci. Okazuje się, że do grupy należy także Stuart, który uczęszcza na rozgrywki w tajemnicy przed przyjaciółmi. W wyniku presji kolegów, Stuart rezygnuje a jego miejsce potajemnie zajmuje Leonard, który spotyka podczas gry Shatnera, Kevina Smitha, Joego Manganiello i Kareema Abdul-Jabbara. Leonard nie potrafi dotrzymać tajemnicy i zdradza sekret Penny, ta z kolei podekscytowana obecnością Manganiello za wszelką cenę chce go poznać, przekazując informacje o tajnej grze Amy i Bernadette. |    |                                 |                      |                      |
| 272 | 17 | The Conference Valuation        | 7 marca 2019         | 11 maja 2019         |
| Penny i Bernadette udają się na konferencję farmaceutyczną. Podczas targów, Danny, wysoko postawiony przedstawiciel konkurencyjnej firmy proponuje Penny przejście do jego korporacji. Bernadette jest oburzona takim zachowaniem. W międzyczasie reszta przyjaciół przeprowadza eksperyment na dzieciach Wolowitza. |    |                                 |                      |                      |
| 273 | 18 | The Laureate Accumulation       | 4 kwietnia 2019      | 18 maja 2019         |
| Campbell i Pemberton zaczynają się promować w mediach w związku z nominacją do Nobla, występują nawet w programie Ellen DeGeneres. Caltech dociera do poprzednich laureatów Nobla: George’a Smoota, Kipa Thorne’a i Frances H. Arnold i prosi o pomoc we wsparciu Sheldona i Amy. Naukowcy odmawiają, ponieważ Sheldon większość z nich w przeszłości obraził. Ostatecznie jednak Leonard i Penny namawiają ich do pomocy. Podczas przyjęcia z Noblistami, na którym goszczą także Campbell i Pemberton, Amy puszczają nerwy i nazywa ich publicznie oszustami. |    |                                 |                      |                      |
| 274 | 19 | The Inspiration Deprivation     | 18 kwietnia 2019     | 25 maja 2019         |
| Po wybuchu emocji, Amy zostaje wezwana na dywanik do dyrektor HR, gdzie dostaje reprymendę także od prezydenta uczelni. Aby się uspokoić, Amy i Sheldon idą na seans do komory deprywacyjnej. Sheldonowi terapia pomaga, ale pogarsza i tak już zły stan Amy. Ostatecznie jednak kobiecie udaje się załagodzić sprawę z dyrektor HR. W międzyczasie Howard kupuje sobie skuter, ale boi się o tym powiedzieć żonie. |    |                                 |                      |                      |
| 275 | 20 | The Decision Reverberation      | 25 kwietnia 2019     | 1 czerwca 2019       |
| Penny radzi Leonardowi, by nie dał sobie wchodzić na głowę. Raj jest zirytowany błędną interpretacją jego artykułu naukowego. |    |                                 |                      |                      |
| 276 | 21 | The Plagiarism Schism           | 2 maja 2019          | 8 czerwca 2019       |
| Sheldon i Amy stają przed etycznym dylematem, kiedy w ich ręce trafiają informacje, które mogą zapewnić im Nagrodę Nobla. Czy przyjaciele będą w stanie im doradzić? |    |                                 |                      |                      |
| 277 | 22 | The Maternal Conclusion         | 9 maja 2019          | 15 czerwca 2019      |
| Leonard sam już nie wie, co myśleć o nadmiernej troskliwości mamy, która przyjeżdża w odwiedziny. Raj podejmuje ważną decyzję, od której zależy przyszłość jego i Anu. |    |                                 |                      |                      |
| 278 | 23 | The Change Constant             | 16 maja 2019         | 22 czerwca 2019      |
| Wielkie wydarzenie w życiu Sheldona i Amy wywraca ich życie do góry nogami. Okazuje się, że choć jedno lubi światło reflektorów, drugie woli pozostać w cieniu. |    |                                 |                      |                      |
| 279 | 24 | The Stockholm Syndrome          | 16 maja 2019         | 29 czerwca 2019      |
| W finałowym odcinku serialu sekrety wychodzą na jaw, przyjaciele ujawniają swoje uczucia, a kochankowie łamią sobie serca. |    |                                 |                      |                      |